# ハレ (ヴェストファーレン)
ハレ (ヴェストファーレン)（ドイツ語: Halle (Westfalen), ドイツ語発音: [ˈhalə] ( 音声ファイル), 公式表記：Halle (Westf.)）は、ドイツ連邦共和国ノルトライン＝ヴェストファーレン州のオストヴェストファーレン＝リッペ地方ギュータースロー郡にある都市である。ビーレフェルトからは西に約15キロの地点である。人口は約22,000人。都市の領域は北東ではトイトブルクの森まで、南西ではエムスザントエーベネ（エムス砂質平地）にまで達する。1246年にはじめて記録に現れ、1719年には都市に昇格し、数100年の間、ラーヴェンスベルク伯領に属した。1816年から1972年まではハレ郡 (ヴェストファーレン) の郡庁所在地であった。中小企業が多数立地し、また国際的にも有名な大企業、アウグスト・シュトルク社、ゲリー・ヴェーバー社が本拠地を置いている。ハレには菩提樹が数多くあり、そのため「菩提樹の街 (Lindenstadt)」としても有名である。

## 地理

### 位置
ハレはビーレフェルトの西約 15 km、オスナブリュックの南東約 38 km のオストヴェストファーレン＝リッペ地方、ギュータースロー郡に位置している。本市の北東端はヴェストファーレン盆地に達するが、市域の大部分は、市の北西から南東に延びるトイトブルクの森の南斜面にあたるエムスザントエーベネに属す。市域の小さな部分が属す山の連なり（トイトブルクの森）はミュンスターラント東部とヴェストファーレン盆地とを分ける境界であるとともに、ヴェーザー＝エムス分水界の一部をなしている。本市で最も高い山は、海抜 316 m のヘンゲベルクと海抜 312 m のグローセ・エッゲである。海抜 70 m の市の南西端が最低地点にあたる。ヘッセル川とレーダー・バッハ川はここから市外に流れ出るがルーテバッハ川はこの市境でロッデンバッハ川に合流する。市域の北部、ヘンゲベルクで湧出したキュンゼベッカー・バッハ川とライバッハ川はケルケベック付近で合流してレーダー・バッハ川となる。これらいずれの小川もトイトブルクの森に水源を持ち、最後はエムス川に流れ込む。市域は主に農業に利用されているが、トイトブルクの森、ターテンハウゼンの森および 40 ha の市の森など森林面積もかなりの部分を占める。北緯 52°の緯線が市の南部を通っている。

### 地質学
表面近くの地盤は、オスニング（トイトブルクの森の別名）で急勾配に立ち上がっている。この地盤は粘土質の泥灰岩、石灰質の泥灰岩、石灰岩、泥灰岩で形成されているが、中生代、主に白亜紀の砂岩や砂岩質の泥灰岩も混ざっている。これらの岩層は、古生代、主にデボン紀と石炭紀の褶曲した岩の層の上にある。ミュンスターラントへの移行部では、主に氷期（第四紀）の粗い岩の層が覆っている。これはエムス川の堆積物や、モレーンや雪解け水の砂のような氷期の沈殿物で形成されている。

ハレの地熱分布図

土壌の観点から言えば、市域は形態学上3つの部分で構成されている。溝、谷、南西部の低地は表土のすぐ近くまで地下水で満たされている。このグレイゾルは天然の緑地となっている。低地にあるクッペル（ドーム状の小山）や、砂の尾根は、第四紀の堆積物でできている。こうした砂は栄養分に乏しく、酸性のポドゾルであり、心土の一部は沼鉄鉱を含み、風化している。トイトブルクの南西斜面、たとえばキュンゼベックは広い平地である。造山運動や長年にわたる耕作の結果、時折行われた盛り土により、一部では腐植土が深くにまで達している。トイトブルクの森の主脈の南西には、たとえばヘッセルナー・ベルゲのような孤立したクッペルが存在している。ここは白亜紀後期の石灰岩や泥灰岩で構成されており、粘土と黄土からなるレンジナとなっている。この塩基が豊富な土壌は、価値の高い広葉樹の典型的な植生地である。主脈は白亜紀前期の砂岩で構成されている。ここは厚い、酸性の、石に覆われたポドゾルである。
ハレの市域は、地熱ゾンデによる地熱源やヒートポンプによる地熱採取については、「中程度」から「良好」、尾根の部分は「極めて良好」な状態にある（右図参照）。

### 市の広がりと土地利用

ハレの土地利用図。ピンクが市街地、白が農業用地、青が水域、緑が森林である。

ノルトライン＝ヴェストファーレン州情報・技術局の市町村プロファイルは、本市を「小さな中都市」に分類している。
本市の面積は 69.21 km2 である。市域の大部分は農業用地と森林で合わせて約 77 % を占める。住宅用地と交通用地は合わせて約 19 % である。「小都市」に分類される他の街に比べ、ハレの森林占有率は約 65 % 程度であるが、住宅地、空き地および産業用地は同程度、農業用地占有率は約 10 % 多い。
この街の南北の最大幅および東西の最大幅はそれぞれ約 10 km である。最北端はエッゲ山地付近、最南端はケルケベック付近である。
| 土地用途別面積 | 農業用地 | 森林   | 宅地、空き地 産業用地 | 交通用地 | 水域  | スポーツ用地 および緑地 | その他 |
| -------------- | -------- | ------ | --------------------- | -------- | ----- | ----------------------- | ------ |
| 面積 (km2)     | 42.07    | 11.83  | 8.90                  | 4.24     | 0.36  | 1.55                    | 0.75   |
| 占有率         | 60.4 %   | 17.0 % | 12.8 %                | 6.1 %    | 0.5 % | 2.2 %                   | 1.1 %  |

### 隣接する市町村
ハレは、北西はボルクホルツハウゼン、北東はヴェールター、南東から南はシュタインハーゲン、南西はハルゼヴィンケル、西はフェルスモルトと境を接している。いずれの市町村もギュータースロー郡に属す。近隣のより大きな都市としてはビーレフェルトとギュータースローがあり、ともにハレから約 15 km 離れた場所に位置している。

### 市の構成
ハレは10地区で構成されている。中核市区であるハレの他に、工業・郊外型市区であるキュンゼベック、農業・田園型市区のボーケル、ヘッセルン、ヘルステ、ケルケベックが密集した集落地区を形成している。農業・田園型地区が市域内に個別に建設された集落であることは明らかに知覚できるが、ハレとキュンゼベックとの間の境界は流動的である。オルデンドルフとガルトニッシュは、ハレ地区と完全に融合している。オルデンドルフは、ガルトニッシュとは異なり、住民たちに市区として認識されていない。エッゲベルクとアッシェローは人口の少ない地域である。上述の構成市区は基本条例が定めるものではない。基本条例には市区に関する記述はない。これらは市域が合併する以前の独立した町村に由来するもので、例えば市区別人口などといった記述に利用されている。
市区の面積および人口の概略を以下の表に示す。地図にはかつての市町村境が記入されている。
| 地区名         | 地区名    | 人口（人） 2015年5月1日現在 | ハレ (ヴェストファーレン) の地区図 |
| -------------- | --------- | --------------------------- | ---------------------------------- |
| ボーケル       | Bokel     | 781                         | ハレ (ヴェストファーレン) の地区図 |
| ハレ           | Halle     | 13,562                      | ハレ (ヴェストファーレン) の地区図 |
| ヘッセルン     | Hesseln   | 1,336                       | ハレ (ヴェストファーレン) の地区図 |
| ヘルステ       | Hörste    | 1,629                       | ハレ (ヴェストファーレン) の地区図 |
| ケルケベック   | Kölkebeck | 550                         | ハレ (ヴェストファーレン) の地区図 |
| キュンゼベック | Künsebeck | 3,514                       | ハレ (ヴェストファーレン) の地区図 |
| 合計           | 合計      | 21,352                      | ハレ (ヴェストファーレン) の地区図 |

ハレ地区には、ハレの他にオルデンドルフ、アッシェロー、エッゲベルク、ガルトニッシュを含む。

### 気候
ハレは温帯の中央ヨーロッパに位置し、亜大西洋性海洋気候に属す。冬は大西洋の影響でおおむね穏やかで、夏はかなり暑い。年間平均気温は 8 - 8.5 ℃程度である。北部は高度が高く、風下の中間的気候で、一部では気温がかなり低くなる。この付近では、南部に比べて2週間から4週間遅れて花が咲く。
亜大西洋性海洋気候に位置することから、年間を通して湿潤で、比較的均等に降水がある。ハレの南に市境を接するシュタインハーゲンのブロックハーゲン測候所における年間降水量の長期平均値は 775.5 mm である。これにより、市の南部ではドイツの平均値 (700 mm) よりの多くの降水があることが判る。トイトブルクの森に近づくにつれ、高度が上がることに伴う降水量の上昇が見られ、最大で年間 1,200 mm の降水がある。

## 歴史

### 中世
ハレは、ラーヴェンスベルク地方に位置し、何世紀にもわたりラーヴェンスベルク伯領のアムト・ラーヴェンスベルクに属した。この名称は隣のボルクホルツハウゼンにあるラーヴェンスベルク城に由来する。

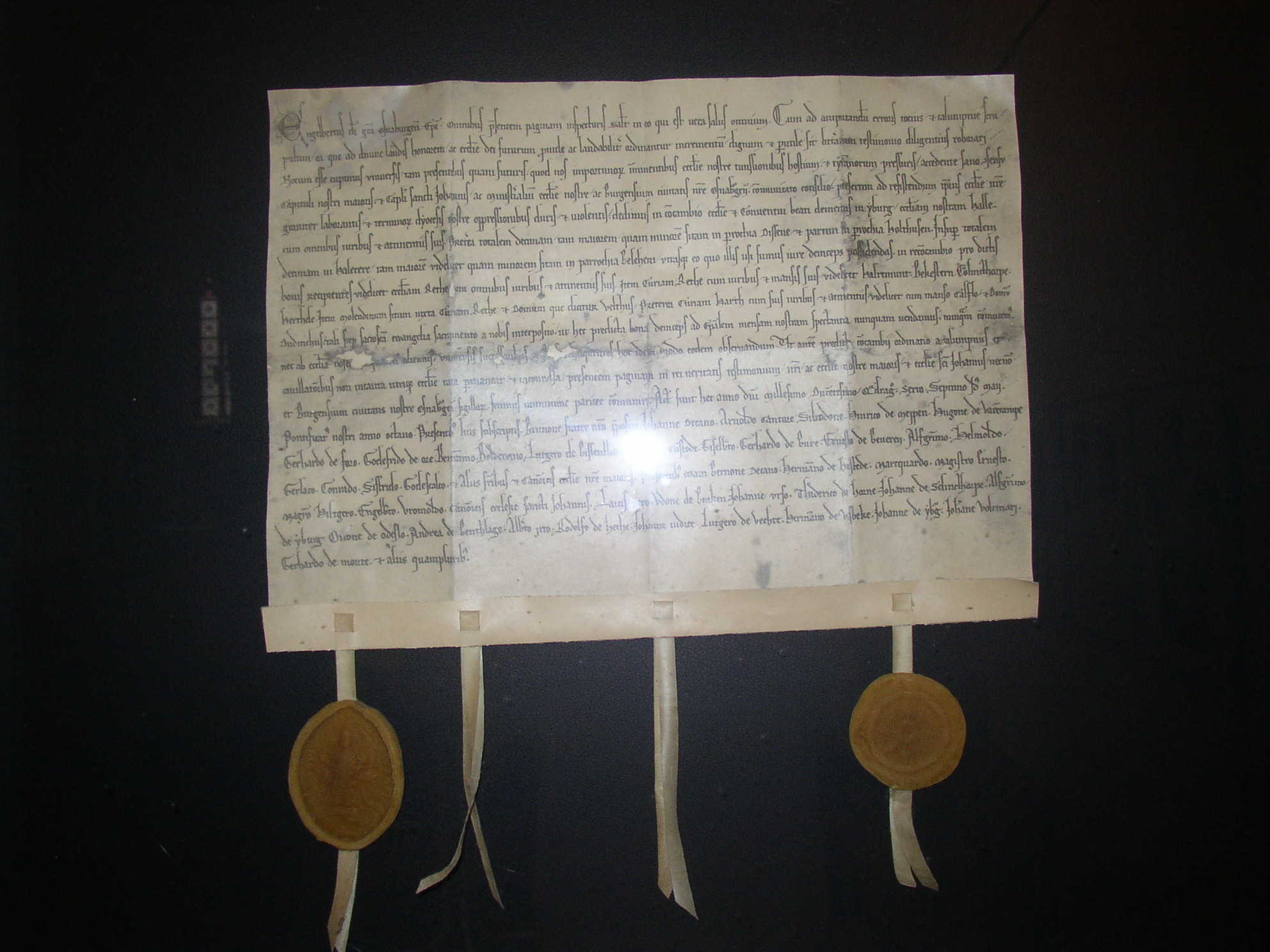
聖ヨハニス教会の交換条約

1246年にオスナブリュック司教エンゲルベルトはイーブルク修道院との間で、司教区の南端に位置する教会「tor Halle」およびそのすべての権利と従物とレーダの教会およびそのすべての権利と収益とを交換した。この教会の交換を確定した1246年5月9日の文書が、ハレの最初の文書記録である。現在ハレとともに一体化した中核市区を形成しているオルデンドルフとガルトニッシュの2つの村は「tor Halle」よりも古い。両村は11世紀末にはすでに文献上に記録されている。

### 近世
1556年に作成されたラーヴェンスベルクの土地台帳は、1491年から1541年までの間に、ハレについて 49人の名前を記している。このうち 26人が自由民で、23人が土地領主あるいはシュタインハーゲンやターテンハウゼンの帰属領主の従属民であった。16世紀の人口は 350人ほどであったと推測されている。16世紀前半にラーヴェンスベルクで宗教改革が興り、ハレにも徐々に浸透していった。数家の貴族一門だけがそれまでのカトリックの信仰に留まったのだが、その中にターテンハウゼン城の城主家があった。この領主家の勢力範囲にはその後もカトリックを信仰する地域シュトックケムペンが存在し、それは現在も遺されている。16世紀末にハレでリンネル織りが始まり、19世紀になるまで続いた。
ユーリヒ＝ベルク公ヴィルヘルム4世は、1505年に代官のヴァルデック伯フィリップ2世にアムト・ラーヴェンスベルクに鉱山を開かせた。最初の坑はおそらく、ハレとヴェールターとの間の現在の市境付近に掘られた。17世紀半ばには、エッゲベルク（ホーフ・デュフェルジーク近郊）でも石炭の試掘が行われた。トイトブルクの森の尾根で地表近くの鉱脈探索が行われた。坑道拡張のための木材はトイトブルクの森に豊富にあった。18世紀半ばまで、木材の高騰や安価な石炭の輸入上の問題があり、この採掘は利潤が高いものであった。19世紀の鉱山ブームの時代、ハレ市内やその周辺には23の炭坑と24の鉄鉱坑があった。これらの鉱山は、1883年に閉鎖された。これはケルン＝ミンデナー鉄道会社の路線によりルール地方の安価な石炭が供給されるようになったためであった。1923年のフランス軍によるルール地方占領に伴い、短期間であるがこの炭坑は再稼働した。

### 近代

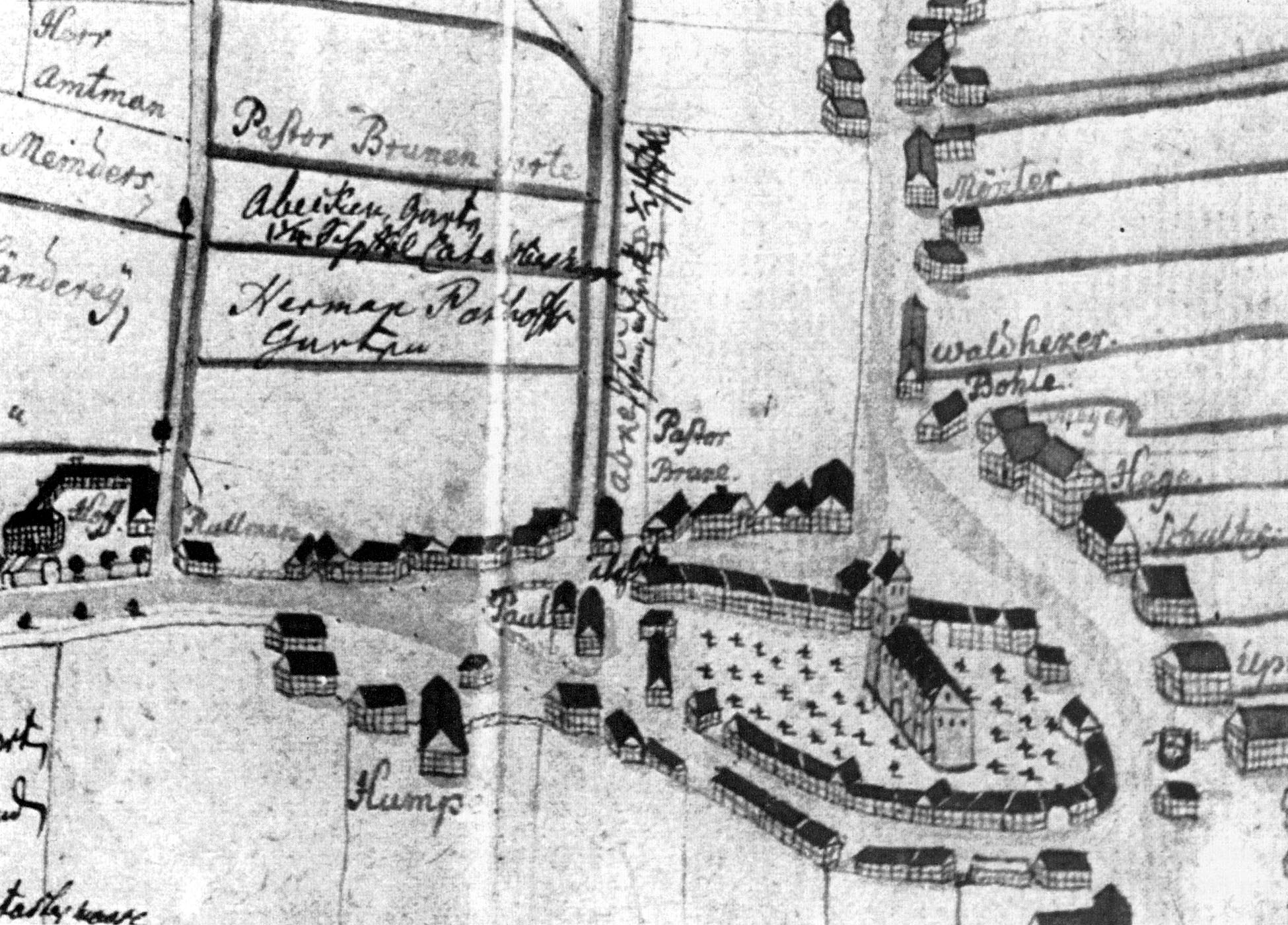
1785年、最初のハレの都市計画図

1719年4月17日、ハレはプロイセン王フリードリヒ・ヴィルヘルム1世から都市権を授けられた。プロイセンがナポレオンに敗北したことにより、1807年から1813年まで本市はフランスの支配下に置かれた。初めはヴェストファーレン王国のヴェーザー県ビーレフェルト郡に属した。1811年から1813年までハレは市内を通る国境によりフランス帝国とヴェストファーレン王国とに分割された。国境線はバーンホーフ通りを北東に進み、ローゼン通りのロンヒン広場で曲がりキスカー通りからさらにヴェールター方面に伸びていた。中核市区の南では、国境は一部ハラー・ライバッハ沿いに通っていた。東部はヴェストファーレン王国フルダ県の縮小化されたフルダ郡に属し、西部は1810年からすでにフランス王国に属していたオーベーラー・エムス県ミンデン郡に属した。フランス時代を通して住民たちはナポレオン戦争の資金調達に重く苦しめられた。
1813年、プロイセンが行政を取り戻した。ハレは、1813年から1816年までの間ヴェーザー＝ライン間暫定的市民政府が治めた。その後1816年にヴァストファーレン州ミンデン県に編入され、郡の郡庁所在地とされた。この郡は、現在のハレ、ヴェールター、シュタインハーゲン、ボルクホルツハウゼン、フェルスモルトからなり、1972年12月31日まで存在した。現在は、日常会話でこの領域を示すのに「アルトクライス」（旧郡）という名称が用いられている。
19世紀になるまでハレは農業が盛んな街であった。穀物、亜麻、麻が栽培され、家畜が飼育されていた。ハレの交通上の立地は良くなく、1844年まで舗装された街道がなく、常にビーレフェルトの陰に位置づけられる存在であった。1844年にやっとブラックヴェーデにまで通じる舗装された街道が通じ、これによりビーレフェルトへの近代的な交通路が確保された。1864年にヴェールター、1874年にヘルステ、1881年にブロックハーゲン、1889年にテーンハウゼンまでの連絡路が造られた。19世紀半ば以降この街は進出してきた工業企業によって街の様相を変え、経済上の重要性を獲得した。これには、1886年に開通したビーレフェルトからオスナブリュックに通じる鉄道ハラー・ヴィレムが重要な役割を担った。その後、ブラントヴァインの蒸留所、数多くの食肉加工業者や木材加工業者がこの街に拠点を置いた。
1876年にハラー病院が建設された。この建設資金は基本的に遺贈や寄付で賄われた。1927年と1944年にこの建物は建て直され、1960年に新しい建物に場所を譲った。

### 国家社会主義と第二次世界大戦

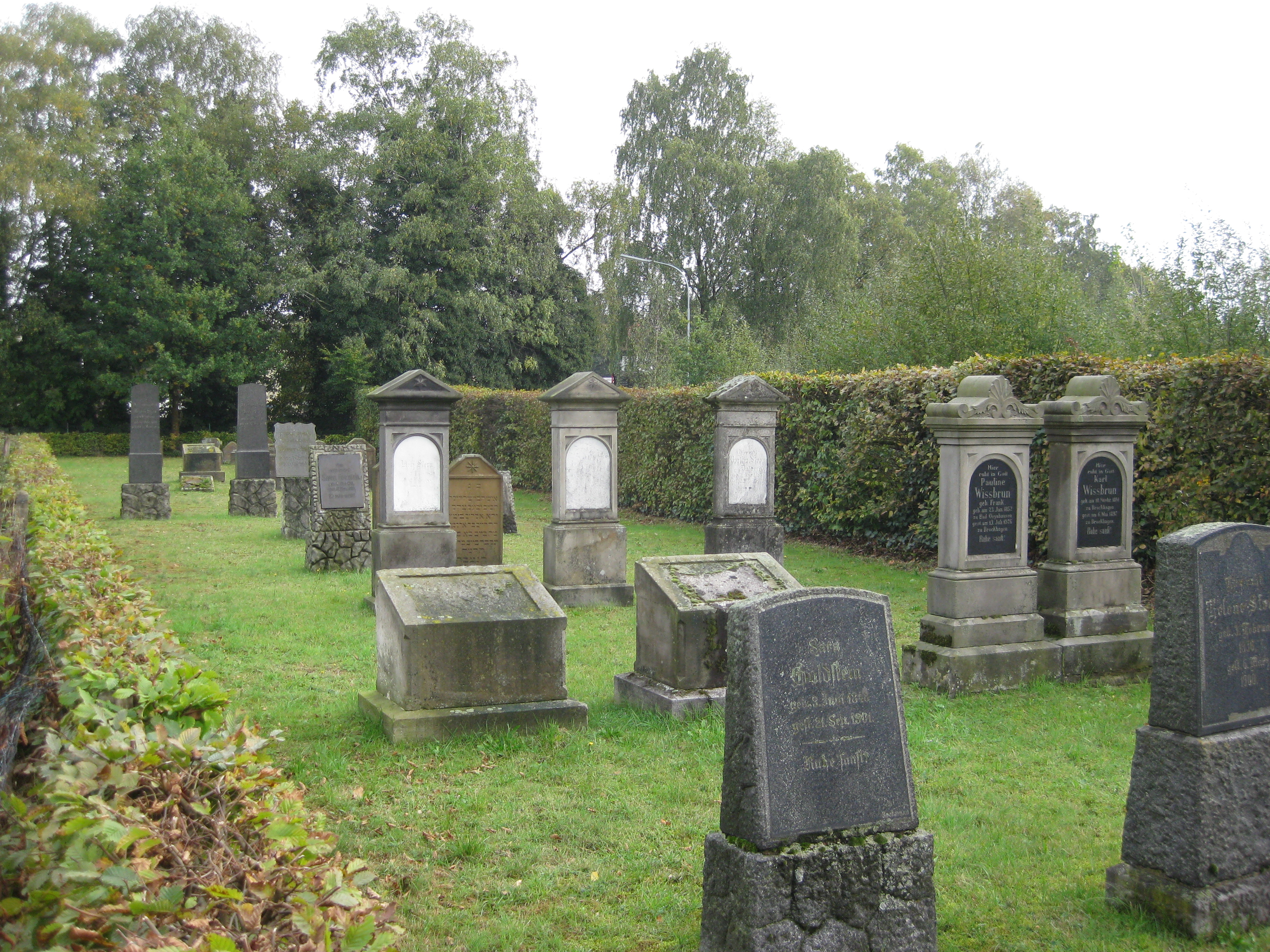
ハレのユダヤ人墓地

国家社会主義の時代は、ハレにも根本的な変化をもたらした。1933年3月からNSDAPがハレの市役所内を牛耳った。ナチ党は即座に権力を強化し、基本的権利を失効させた。いわゆる思想統制の枠組みで、他の政党、労働組合、多くのサークルが禁止され、政策、行政、あらゆる公共生活における指導的地位がNSDAPによって掌握された。民族共同体にそぐわない者は迫害され、監禁された。
1936年ハレでNSDAPの郡内党会議が催された。1938年11月のユダヤ人迫害運動（水晶の夜）では、11月10日に国家社会主義者らが隣町のブロックハーゲンにあったユダヤ人が所有していると思われた家を放火した。ハレでは1941年12月にユダヤ人の絶滅収容所への移送が始まり、ハレおよびヴェールターのユダヤ人19人が終戦までに殺害された。ある女性は移送中にビーレフェルト駅で逃走し、ホロコーストを生き延びた。ハレにはユダヤ人コミュニティがない。戦争中キュンゼベックに、従業員数2,000人以上の兵器会社デュルコップ社が設けられた。1942年、ハレに639人の強制労働者が移送されてきた。1943年にはすでに外国人労働者のための共同収容所が21箇所設けられた。1944年4月11日にハレ市内に1460人の戦争捕虜がいたことが分かっている。ハレは空襲による損害を受けなかった。終戦の直前にイギリス軍戦闘機がベルク・クニュルに墜落した。ハレにおける戦争は1945年4月2日にアメリカ軍が侵攻して終結した。命令権はイギリス軍の軍政部に委譲され、それまでの市議会議員はすべて公職から追放された。

### 戦後と現在
終戦直後にハレは、主に旧ドイツ東部領土からの難民や追放された人々を数多く受け容れなければならなかった。その結果、供給問題、融和問題、人口統計学上の変革といった問題が生じた。市は、1945年秋までの短期間におよそ44,000人もの人口増加を経験した。この数値は1950年の約14,000人まで徐々に減少した。それでも新しい居住地を早急に建設する必要があった。特に1950年代には、それまでの中核市区の周辺部に新しい住宅地が建設された。1963年、ハレの古い駅舎が新しい建物に建て替えられた。ディッセン＝バート・ローテンフェルトとブラックヴェーデとの間の路線はハノーファーの国際博覧会 Expo 2000 の分散プロジェクトの対象となったため、1999年にこのプロジェクトの資金で改修された。
1959年にハレ郡の郡議会は、郡内の学生のためのギムナジウム建設を決議し、計画に着手した。建築群の建設開始は1961年で、1967年に使用開始された。同じく1967年にケットケン通りのハレ実科学校の建設も完了した。ところがそのわずか4年後に新たな学校センター「Masch」の建設が決議され、1981年5月に完成した。ケットケン通りの建物にはこれ以後、ハレ職業補習高等専門学校が入居している。
ノルトライン＝ヴェストファーレン州の地域再編に伴って、1973年1月1日にハレ (ヴェストファーレン) 郡とヴィーデンブリュック郡が合併してギュータースロー郡が新設されたことにより、ハレは郡庁所在地の地位を157年ぶりに失った。ゲリー＝ヴェーバー＝シュターディオンは1991年にオープンした。

### 名前の由来
ハレという地名の由来や集落の成立については、何も史料が存在しないとされている。ハレという地名の語源について学問的見解では、ハレ (ザーレ) の名前の由来とハレ (ヴァストファーレン) の由来は同様なのであろうと考えている。特にこの地域の文献では、19世紀から20世紀初頭には「Halle」という単語は地名学的に「製塩所」を意味していると考えられていた。文献は -hal および -halla がゲルマン語の「塩」に由来するという見解を支持していた。しかし、ライプツィヒの固有名詞学教授ユルゲン・ウードルフはこの説に対して懐疑的である。彼の説明によれば、どんな変化を受けようとも「Salz」の語幹は保持されるはずであり、「S」の文字についてこれまで様々な解釈の試みがなされているが、これらの多くは議論に値しないものである。彼は、ゲルマン語より古いインド＝ゲルマン語の語幹を引き継いでおり、この場合は「斜面」「山腹」「傾斜地」に由来していると推定した。これに似た説は早くも19世紀にアウグスト・フリードリヒ・ポットによって提唱されていた。彼は、この言葉の意味と、トイトブルクの森から下る市域の地理的環境との関連に着目してこの学説を築いた。

### 市町村合併
1938年10月1日にオルデンドルフ・バイ・ハレがアムト・ハレからハレ市に編入された。1956年10月1日には、ガルトニッシュの一部がやはりアムト・ハレから編入された。
ノルトライン＝ヴェストファーレン州の地域再編に伴い1969年7月1日に制定された「ハレ郡の市町村新設に関する法律」に従って、1969年6月24日にアッシェロー、エッゲベルク、ガルトニッシュがアムト・ハレからハレ市に合併した。
1973年1月1日、「新設されたビーレフェルト地域の郡と市町村の新設に関する法律（ビーレフェルト法）」（1972年10月24日）の発効により、ボーケル、ヘッセルン、ヘルステ、ケルケベック（の大部分）とキュンゼベックがアムト・ハレから、さらにアムスハウゼンとブロックハーゲンの一部（ともにアムト・ハレ）、ボルクホルツハウゼンの一部（アムト・ボルクホルツハウゼン）、テーンハウゼン（アムト・ヴェールター）がハレ市に合併した。アムト・ハレは廃止され、ハレ市がその権利を継承した。

## 住民

### 宗教

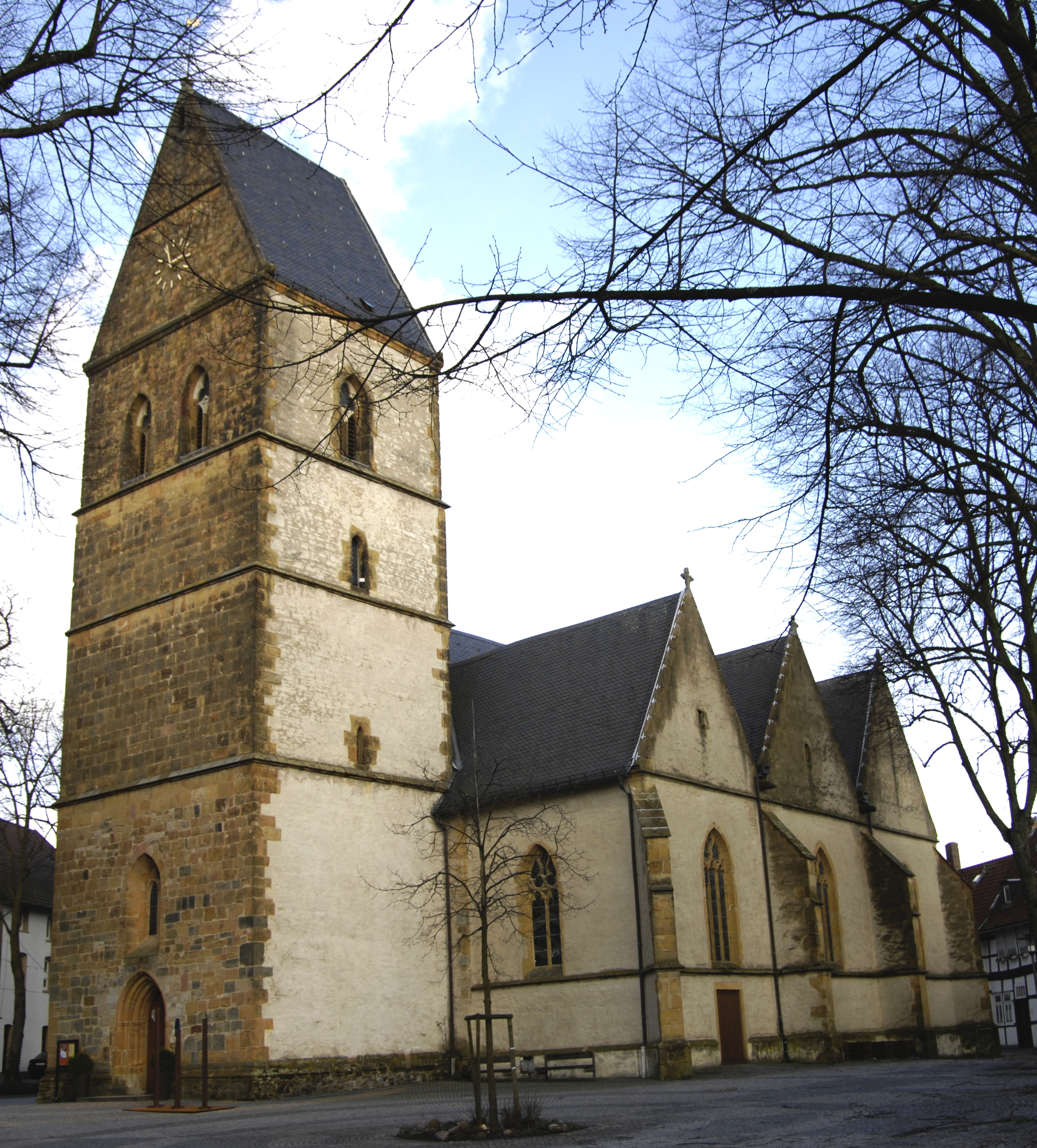
福音主義聖ヨハニス教会

2015年5月1日現在、住民の半数近く (49 %) が福音主義教会の信者であり、カトリック信者は約 15 % である。ハレとヘルステの 2つの福音主義ルター派教会はヴェストファーレン福音主義教会ハレ教会クライスに属し、カトリックのヘルツ＝イェズ教会はパーダーボルン大司教区シュトックケンペン司牧連合に属す。さらにメノナイト・ブレザレン教会、新使徒派教会、自由福音主義教会の 3つの自由教会が存在する。ムスリムには、トルコ＝イスラム文化教会が礼拝所としてアヤソフィア＝モスクを有している。この他に、エホバの証人やクルド人のヤズィーディーの組織もある。ハレのユダヤ教会は国家社会主義の時代に解体され、これ以後ハレにユダヤ教信者はいない。

### 人口推移

ハレの人口推移グラフ。上の線は現在の市域にあたる地域の人口、下の線は各時点の市域における人口の推移を示している。

ハレの人口は1491年まで遡ることができる。1491年から1541年まで、人口は 49人と報告されている。その後人口は、16世紀に約 350にまで増加する。
1818年に 1,070人と初めて精確な数値が記録された。ただし現在の市域にあたる地域の人口は判っていない。1871年のハレ市の、当時の市域内の人口は 1,480人で、後に合併する現在の市域にあたる地域の人口は 5,545人であった。この数は1939年にはそれぞれ 3,393人および 8,169人にまで増加した。
第二次世界大戦の結果起こった難民の大量流入により、現在の市域にあたる地域の1961年12月31日の人口は 15,258人にまで増加した。この間の1945年秋には戦争の直接の影響により一時的に約 44,000人という最大人口に達した。ノルトライン＝ヴェストファーレン州の1987年の人口調査によれば、ハレ市の人口は 18,161人であった。この数値は、2007年末には 21,117人にまで増加した。
右グラフの1818年から1970年までの数値および1987年の数値は人口調査結果、1975年以降の数値はノルトライン＝ヴェストファーレン州情報・技術局統計部門の公式な研究結果である。1975年から1985年までは推測値、1990年以降の数値は1985年の人口調査に基づく推定値である。

## 行政

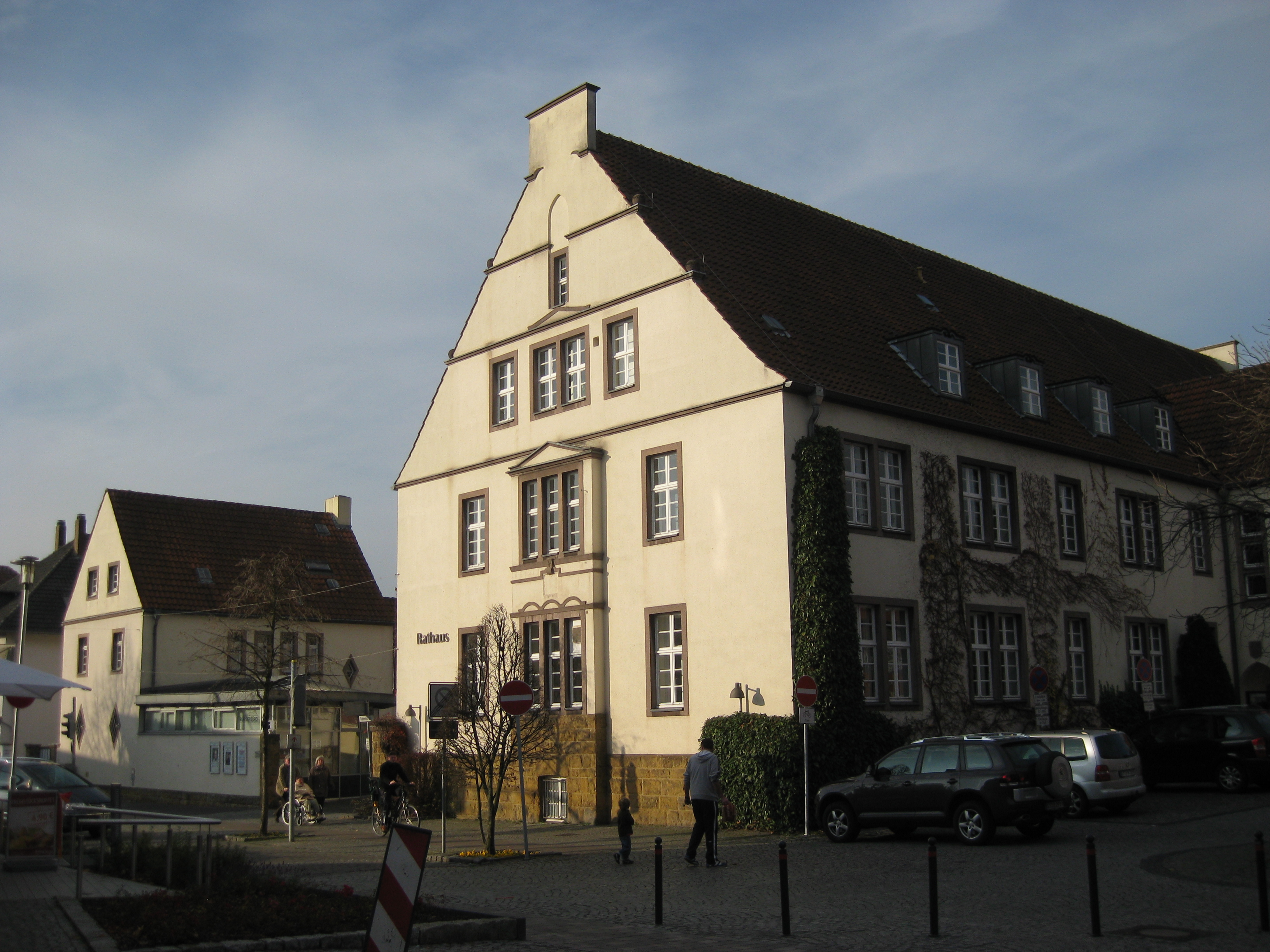
ハレの第I市庁舎

### 市議会
ハレの市議会は、38議席からなる。これに市長が議長として加わる。

### 市長
トーマス・タッペ (CDU) は、2020年9月27日の市長選挙決選投票で 60.78 % の支持票を獲得して、ハレ市の新たな市長に選出された。

### その他の選挙
州議会選挙では、ビーレフェルトのドルンベルク区とイェレンベック区、いずれもギュータースロー郡のシュタインハーゲン、フェルスモルト、ボルクホルツハウゼンおよびヴェールターとともにギュータースロー I＝ビーレフェルト III 区に属している。
連邦議会選挙ではギュータースロー選挙区に属す。

### 紋章

ハレ市の旗

ハレ市の幟

ハレの紋章は赤地に茎がついた3本の銀のユリ。それに被せてラーヴェンスベルク伯領の紋章（銀地に3本の赤い逆V字図形）が描かれたインエスカッシャン（内小盾）。
この紋章は、1908年にプロイセン王の布告によって初めて授けられた。3本の逆V字図形がかつてこの街が属していたラーヴェンスベルク伯領を示していることは間違いないが、3本のユリの由来については明かでない。信憑性の低い伝承によれば、このユリの意匠はおそらく13世紀にターテンハウゼン城に拠ったコルフ＝シュミージング家に由来するとされる。1792年の現存する印章にはすでに取っ手付きの花瓶に生けられた3本のユリ（紋章学上の規則と矛盾する）が描かれている。
元々の紋章の構想は、現在のインエスカッシャンとユリを下敷きに大紋章が作成され、現在の紋章はそのインエスカッシャンであった。この大紋章は、城門近くの城壁上や3つの塔の上に掲げられていた。さらに元々のデザインでは内小盾は四角形であった。
大紋章は1940年に排除され、現在の紋章はインエスカッシャンから独立した。このデザインは、市町村再編後も変更なく引き継がれた。
市の旗は、長辺と平行に1:3:1の幅で赤 - 白 - 赤に塗り分けられ、中央向かって左半分に市の紋章が描かれている。
市の幟は、長辺と平行に1:3:1の幅で赤 - 白 - 赤に塗り分けられ、中央上半分に市の紋章が描かれている。

### 姉妹都市

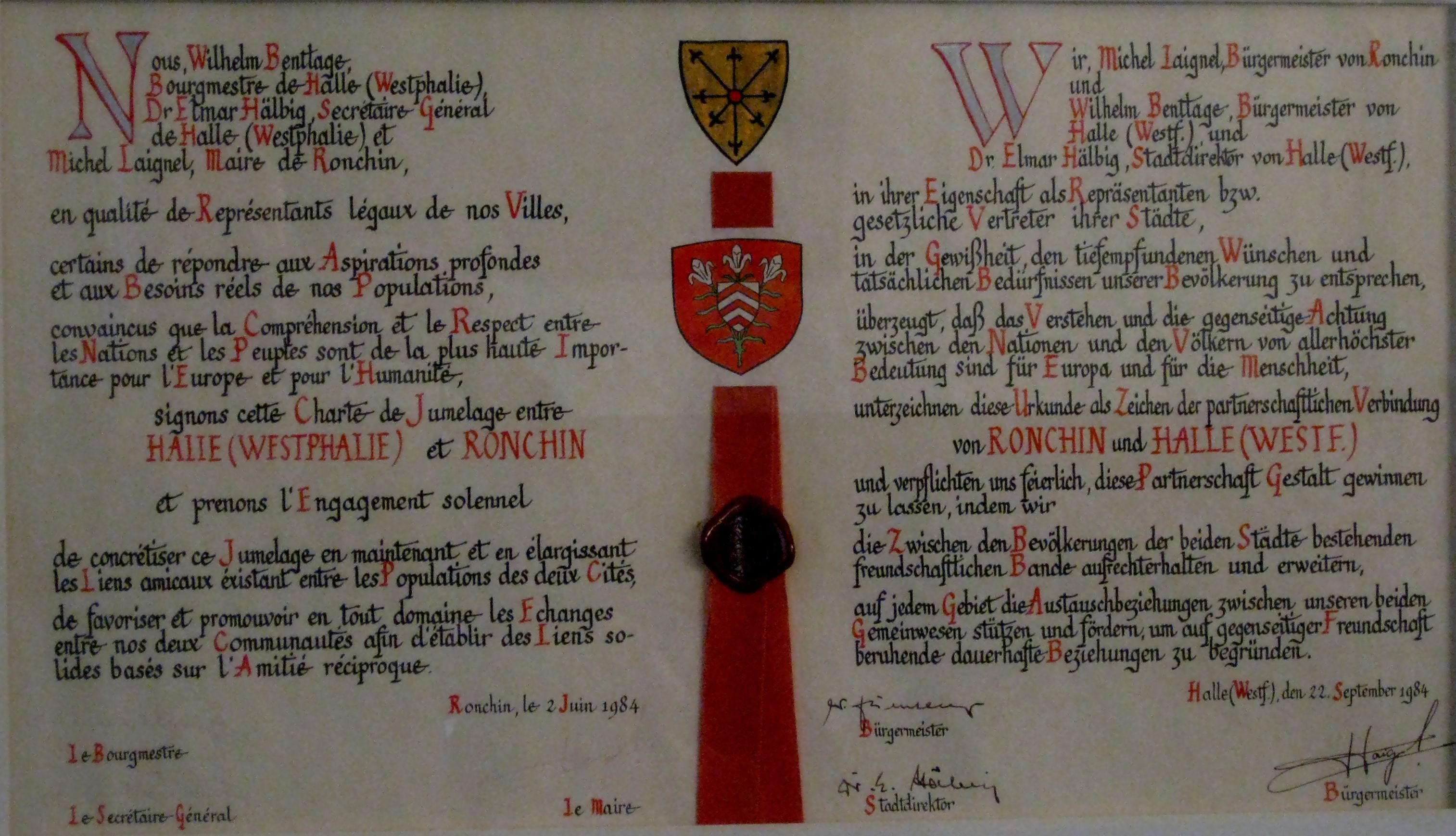
ハレ市とロンシャン市との姉妹都市協定文書

ハレ市は以下の2都市と姉妹都市協定を締結している
- ロンシャン（フランス語版、英語版）（フランス、ノール県）1984年9月22日
  - この姉妹都市協定を記念して、街の中央の広場はロンシャン広場と名付けられている。定期的に文化交流やスポーツ大会が開催されている。ハレのヴィレム市祭や第1アドヴェントの週末に開催されるニコラウス・マーケットにロンシャンは屋台を出し、郷土料理を提供している。ニコラウス・マーケットではロンシャンで作られるシュタルクビール「Belzébuth」が販売される。
- ヴァルミエラ（ラトビア、リヴォニア地方）2011年
  - ヴァルミエラは、人口約27,500人の街である。この姉妹都市関係は、ギュータースロー郡とヴァルミエラ郡との姉妹地域協定に端を発し、援助プロジェクトに基づき成立した。

イングランド、ノッティンガムシャーのカークビー・イン・アッシュフィールド とルーマニア、トランシルヴァニア地方のトゥルナヴェニは、姉妹都市協定は締結していないが、友好都市の関係にある。

## 文化と見所

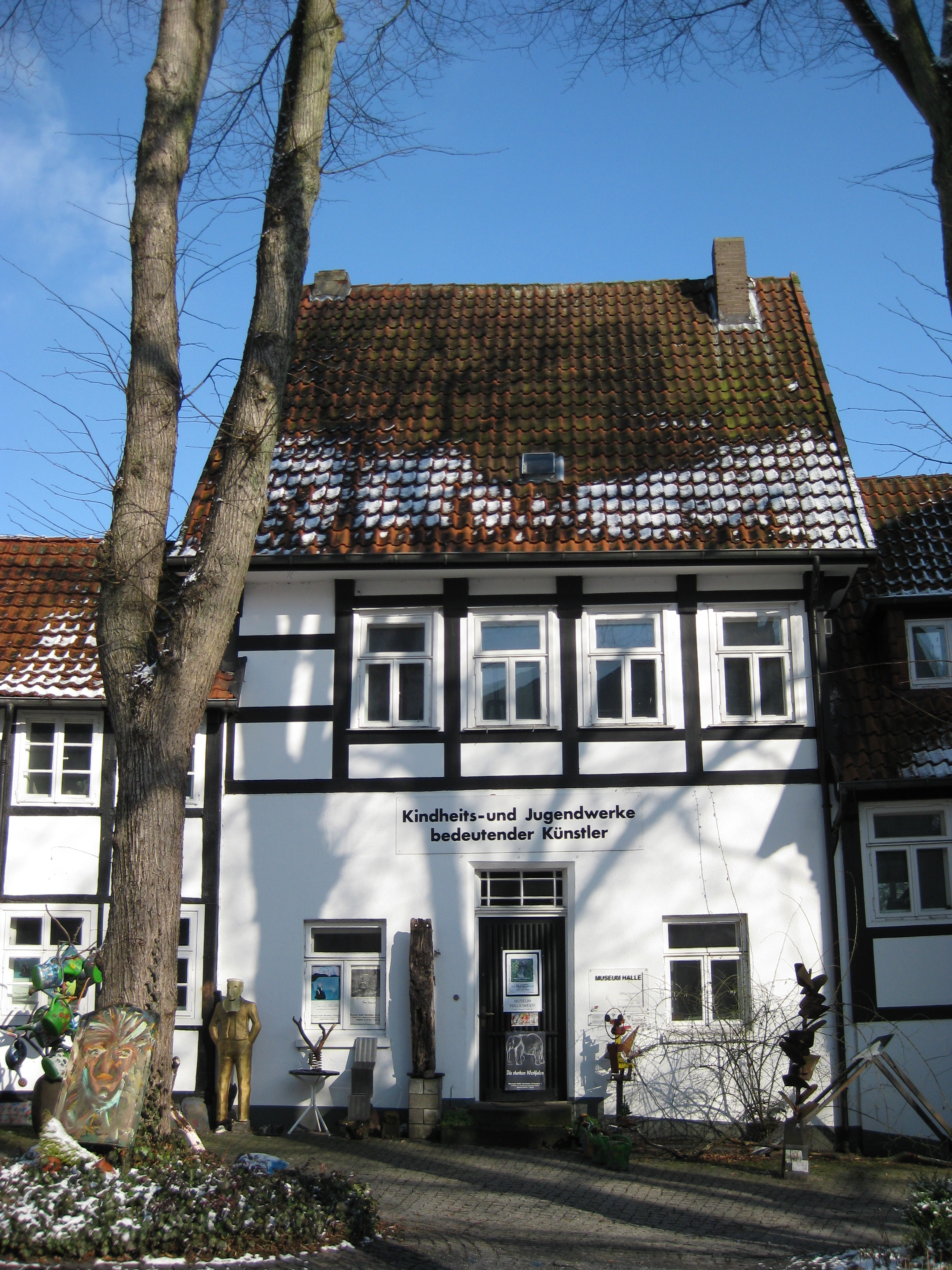
重要な芸術家の青少年期作品美術館

### 博物館・美術館
ハレには重要な芸術家の青少年期作品美術館がある。この美術館の中止テーマは、パウル・クレー、フェリックス・クレー、アウグスト・マッケ、エルンスト・ルートヴィヒ・キルヒナー、パブロ・ピカソといった芸術家の青少年時代の絵画作品である。
キスカーハウスでは、レミーゼのギャラリーで定期的に地域に関連があり、視覚芸術を中心とした個展あるいはグループ展が開催されている。現代グラフィック作品、彫刻、アクリル絵画、油絵、水彩画、写真作品などが展示される。
1912年に建設されたアルテ・レーダーファブリーク・ギュットゲマンスには、15人以上の地元芸術家や工芸家の住居がある。展示会や発表会が定期的に開催されている。
カフェ「パヴォット」の敷地内に芸術家ジークムント・シュトレッカーが長年にわたって住んでいた。このカフェ、コロネードおよび隣家には彼の作品数点と複製が展示されている。
ヘルステ地区では旧校舎にヘルステ郷土資料室がある。農家の手工芸器具、歴史的な日用雑貨、ラーヴェンスベルク硬貨のコレクション、リンネル製造・加工の展示がなされている。
現代史の価値ある展示品コレクションを収蔵する博物館「ハラー・ツァイトロイメ」はヴェストファーレン唯一のバーチャル博物館を併設している。

### 音楽
ハレでは、2月に地域を超えて有名な「ハラー・バッハターゲ」（ハレ・バッハの日）が開催されている。2週間の期間中、合唱、オーケストラ、室内楽、オルガンのコンサートが開催される。ハレ・バッハ合唱団の他に、ペーター・シュライアー、トーマス・クヴァストホフ、ペトル・エベンといった国際的なクラシック音楽家もしばしば登場する。

### 建築

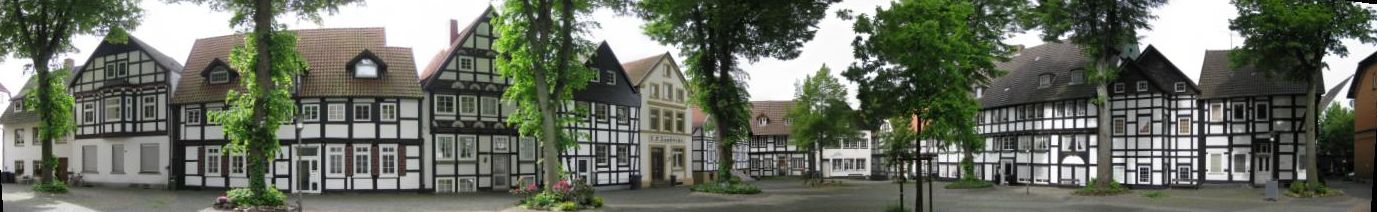
教会広場（キルヒプラッツ）を囲む木組み建築群（キルヒリングベバウウング）の南部分

#### 内市街

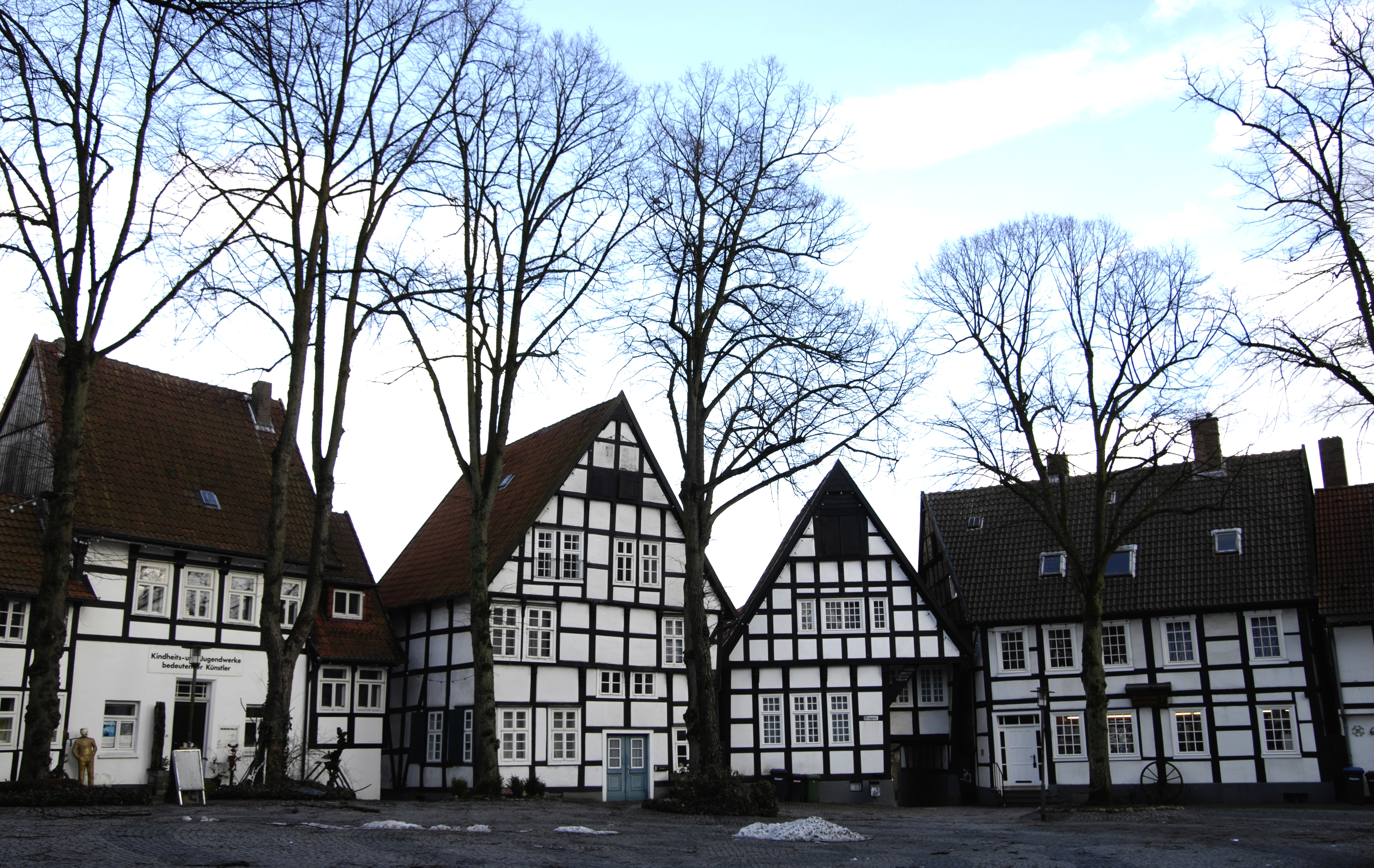
教会広場北側の木組み建築群

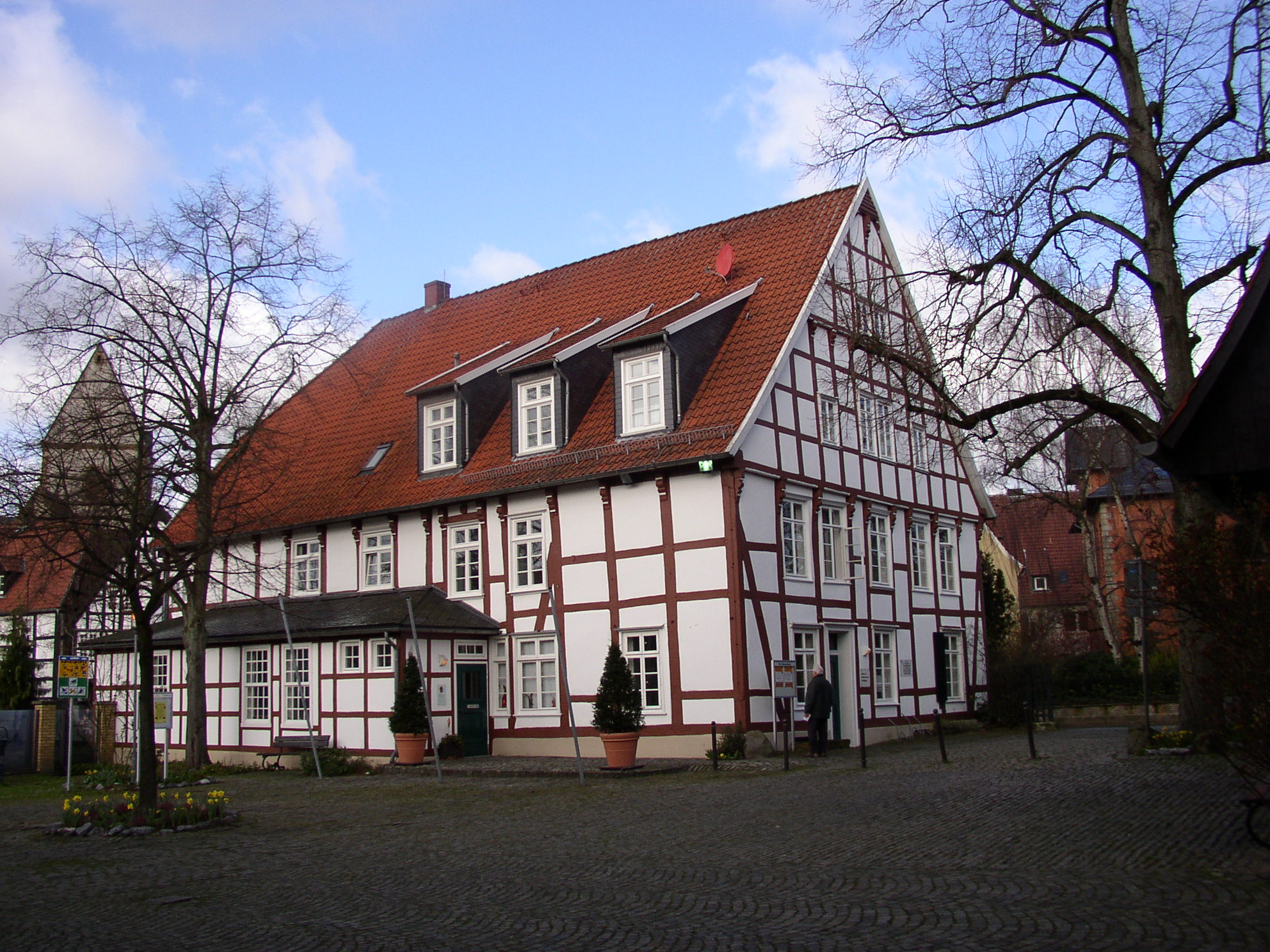
キスカーハウス

福音主義の聖ヨハニス教会は木組み建築で縁取られた教会広場の木立の真ん中に位置している。元々は正方形の内陣と教会塔を有する13世紀の単廊式ヴォールト建築であったが、15世紀に南側の側廊が増築された。北側の増築は1886年になされた。内部には1716年の砂岩製の講壇などのバロック様式の調度やゴシック初期のユリのモチーフで装飾された壁画が遺されている。北側の側廊には1661年製の2階席の手すりが見られる。1992年に新しいオルガンが設置された。教会広場は、1828年まではハレの最も重要な墓地であった。
街の中心部には現在まで数多くの木組み建築が保存されている。「ハレの心臓」と呼ばれるキルヒリンぐベバウウング（教会広場を取り巻く建築群）は、感銘深い密集度を示している。こうした例は周辺の街にわずかに遺されている（たとえばデルブリュックやギュータースロー）。最も古い建物はキルヒプラッツ3番地の建物で、年輪年代測定法により1512年の建造とされている。キルヒプラッツ11番地の建物はフェッヒャーロゼット で装飾されたファサードを持つが、これは元の建物が解体された後建設された新しい建物を覆うこととなったものである。この近くに位置するバーンホーフ通りにも立派な木組み建築群が見られる。とくに豪華なのは、バーンホーフ通り10番地の建物である。この建物は17世紀に建設されたものだが、道路側に張り出し部を有している。19世紀の初めまでは郡庁が入居していた。
キスカーハウス、現在の市民大学はキスカー蒸溜所の創業時の本社であり、最も古い中核部分は1692年に建造され、1712年に増築された。この建物は住居兼オフィスとして利用された。この敷地内にあるマンサード屋根を頂いた漆喰塗りのシンケンハウスも建築複合体の一つである。19世紀の初めに建設された蒸溜所も敷地内にあり、現在も地下倉庫内に古い蒸留装置が保存されている。また、1880年ころに建設されたレミーゼ（現在は市民センター）は、倉庫および作業場として利用されていた。
カトリックのヘルツ＝イェズ教会は1909年11月14日に完成した。この建設は伯妃ユリア・コルフ＝シュミージング＝ケルセンブロックの寄進により行われた。
ハレ (ヴェストファーレン) 区裁判所の旧庁舎前に1898年に建立された戦没者記念碑がある。この碑には以下の文言が刻まれている： 「勝利を収めた1866年および1870/71年の野戦で亡くなった兵士に感謝を込めて； ハレ・イン・ヴェストファーレン教会 1898年」
ロンシャン広場にハラー・ヴィレム記念碑がある。これは、1886年に鉄道が開通する以前にハレとビーレフェルトとの間を馬で人や荷物を運んだ最後の馬丁ヴィルヘルム・シュトゥーケマイヤーを記念したものである。この鉄道路線はシュトゥーケマイヤーの栄誉をたたえて「ハラー・ヴィレム」と名付けられた。

#### 周辺市区

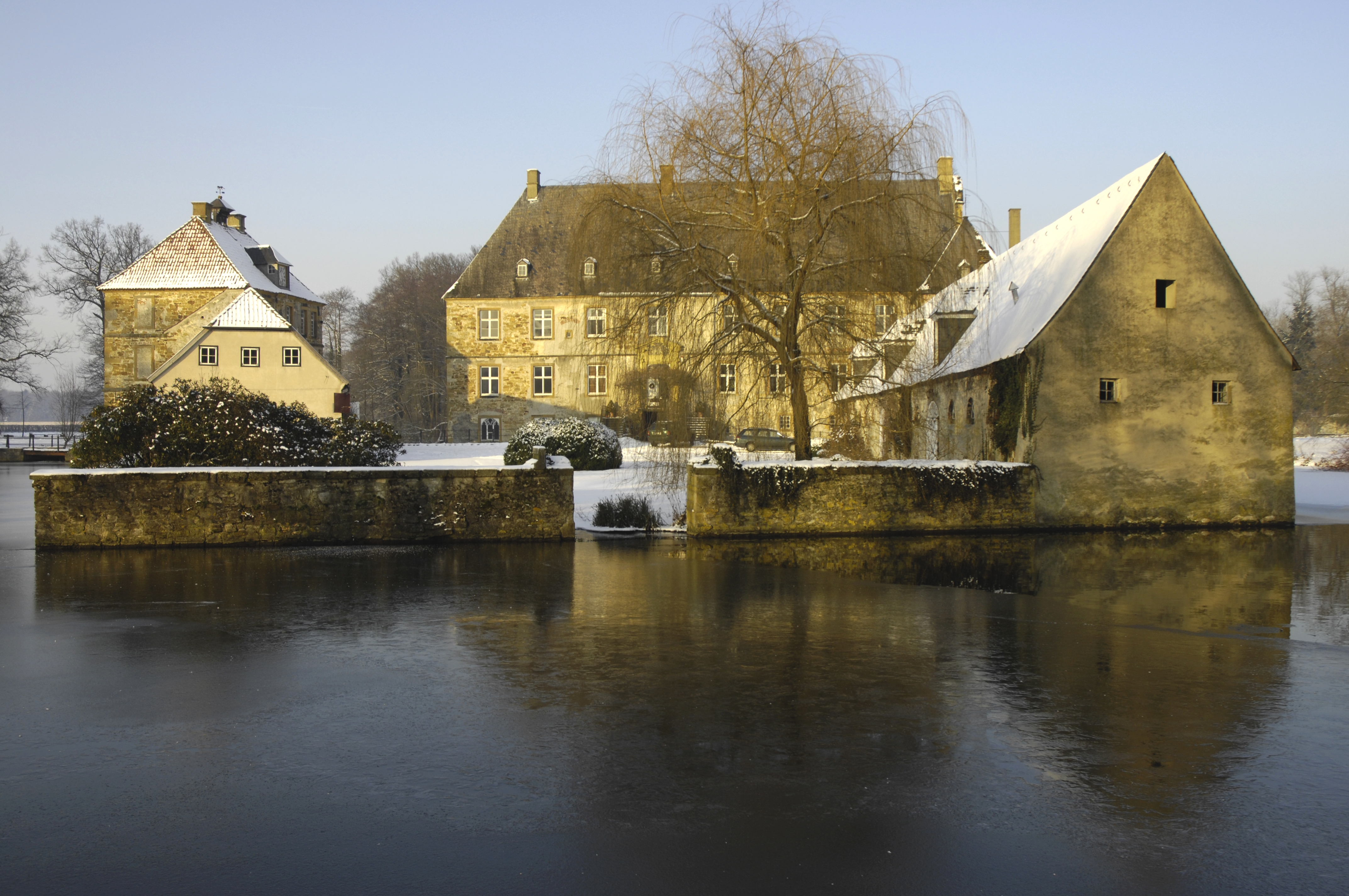
ターテンハウゼン城

ターテンハウゼン城はターテンハウゼンの森に位置している。現在の建物は1540年にヴェーザールネサンス様式で建設された。
カフェーミューレはクニュル山の斜面、トイトブルクの森に存在する建造物である。この建物は、ブレーメンの商人ヘルマン・ハーゲドルンが1791年から建設を開始した広い庭園施設（ベルクカンプス＝ベジッツング）の一部である。ヘルマンの父親がハレに住んでいた。この建物は1904年にユリウス・キスカーとフローレンツ・キスカーによって贈与され、ハレ市の所有となった。ここからは市とさらに南側の周辺地域を一望できる。建物の名前はコーヒーミル（ドイツ語: Kaffeemühle)にとても似ていることに由来する。
カフェーミューレのやや下にハーゲドルン記念碑がある。これはヘルマン・ハーゲドルンの68歳の誕生日を記念したものである。
トイトブルクの森の斜面には多くの森の墓地がある。たとえば、ヘルマン・ハーゲドルンの息子の嫁のフレデリーケ・デリウスの墓やキスカー家の森の墓地などである。
同じくトイトブルクの森の斜面にヴァルター・フォン・デア・フォーゲルヴァイデの記念碑もある。この碑は1920年代末に、当時すでに彼がこの地に住んだことがなかったと考えられていたにもかかわらず、ラーヴェンスベルク男声合唱団によって提案された。この男声合唱団は記念碑を建立することでヴァルター・フォン・デア・フォーゲルヴァイデとの強い連帯感を印象付けたかったのである。この記念碑はヴァルター・フォン・デア・フォーゲルヴァイデの没後700年にあたる1930年に除幕された。これ以後この男声合唱団は伝統的な聖霊降臨祭の歌をこの記念碑前で開催する。この記念碑はトイトブルクの森文化の小径「ライバッハヴェーク」のステーションになっている。
ハレの鉱業史に関する情報プレートをはじめ標識が整備された周遊路が古い坑道跡や鉱山小屋の前を通っている。
ハレの南部には、「贖罪の十字架」の伝説（「羊飼いの石」とも呼ばれる）をたどる文化の小径「リンデンヴェーク」の一部が通っている。伝説によれば、ある羊飼いの2人の息子が女性をめぐって互いに殺し合ったため、彼は捨て子の場所であった十字架を建て直した。父親はこのことを予見していて警告したが無駄であった。
- 聖ヨハニス教会の講壇
- バーンホーフ通り10番地
- 市民センター「レミーゼ」
- カトリックのヘルツ＝イェズ教会
- ハレ区裁判所旧庁舎と戦没者記念碑
- ハラー・ヴィレム記念碑
- カフェーミューレ（奥）とハーゲドルン記念碑（手前）
- キスカー家の森の墓地
- フォーゲルヴァイデの記念碑

### 公園

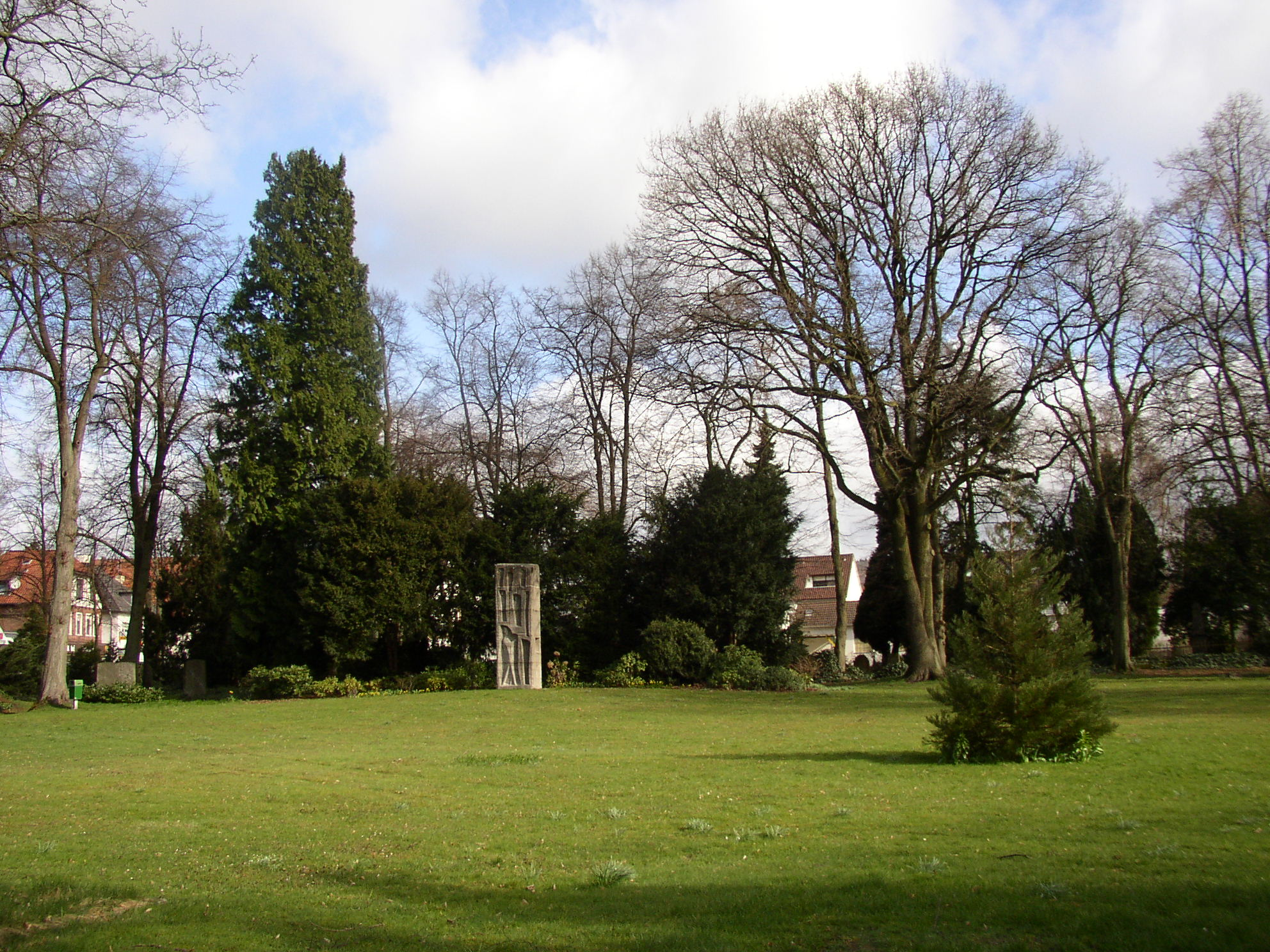
ハレの墓地 I

ハレ市内には2つの公園がある。1つが一般立ち入り禁止のターテンハウゼン城庭園、もう1つが一般公開されているシュックケンペン で、ともにヘルステ地区にある。
ハレ (ヴェストファーレン) 駅の近くにある墓地 I は、公園風の広いスペースであり、住民達は「市民広場」と呼んでいる。2008年から2009年にかけての冬に新たに造成されたライバッハ沿いの自然文化財周辺は、やはり住民達に公園として利用されている。2011年春の拡張工事以降、市はこの場所を「ライバッハパルク」と呼んでいる。
市域は、かつてトイトブルクの森北部＝ヴィーエン山地自然公園と呼ばれていた TERRA.vita 自然公園の一部をなしている。

### 自然保護区と自然文化財

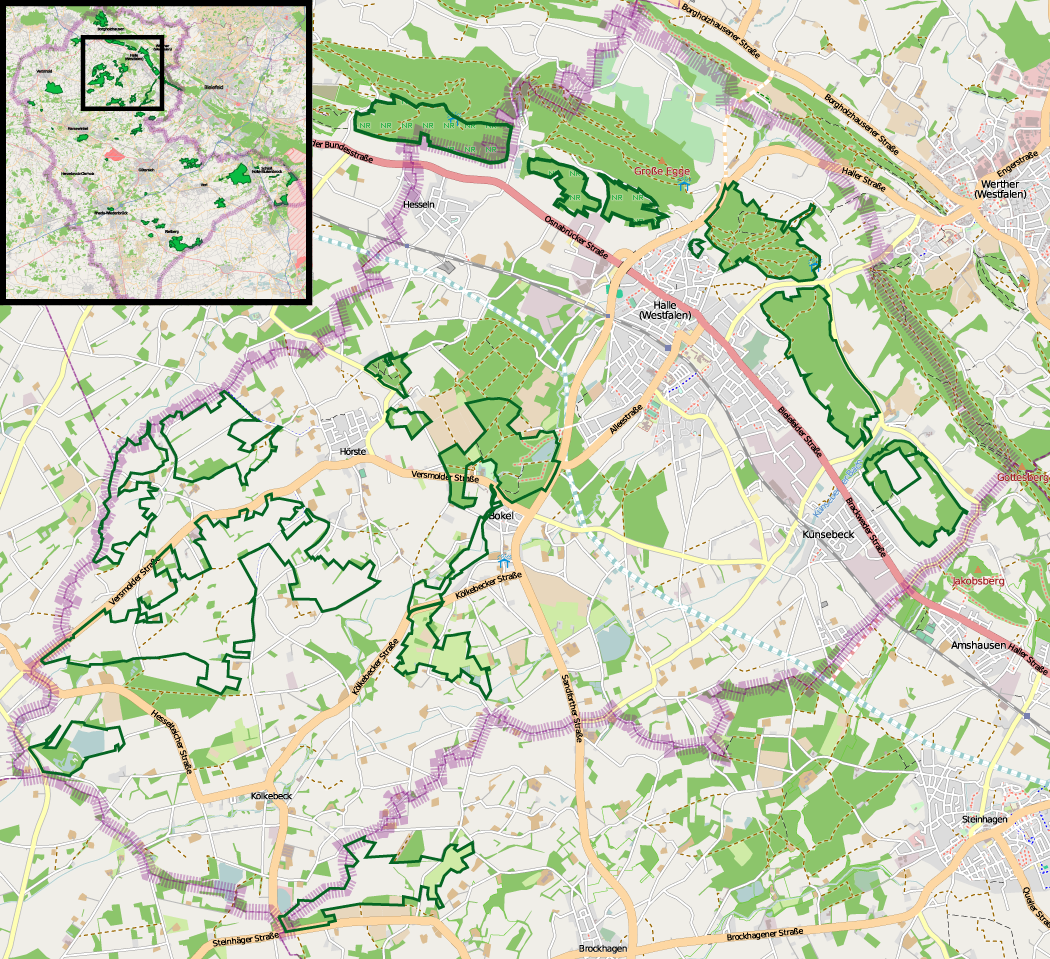
ハレの自然保護区。緑の太線で囲まれた地区が自然保護区にあたる

自然保護区に冠しては、ハレは様々な意味でギュータースロー郡内で特別な位置を占めている。市内には 7つの登録された自然保護区があるが、これは郡内の市町村で最多であり、その面積も最大である。自然保護区の総面積は 939.2 ha で市域の 13.6 % を占める。これも郡内で最大である。
フォイヒトヴィーゼン・ヘルステ（ヘルステ湿地）は、面積 531 ha の郡内最大の自然保護区であり、FFH地区（動植物生息地区）に指定されている。ターテンハウザー・ヴァルト（ターテンハウゼンの森）も FFH 要綱によって保護されている。ここには、ベヒシュタインホオヒゲコウモリ、オオホオヒゲコウモリ、ヌマホオヒゲコウモリといった珍しい種類のコウモリが生息している。この他ライバッハはカワセミの生息地でもある。この自然保護区はオオカシカミキリの生息が唯一確認された場所である。古木の比率が高いブナとオークの混交林やハンノキとトネリコの水辺の林が典型的な環境である。ガルトニッシュベルク自然保護区はトイトブルクの森の中にあり、広さは 107.7 ha である。ここにはヴェストファーレン地方では珍しい森の墓地施設がある。クニュル＝シュトルケンベルク自然保護区もトイトブルクの森の中にあり、広さは 78.9 ha である。ここにも森の墓地がいくつかある。広さ 66.5 ha のグローサー・ベルク＝ヘルベルク自然保護区もトイトブルクの森の中にある。バレルポイレ自然保護区は、広さ 41 ha である。この自然保護区は、シュロス・ホルテ＝シュトゥーケンブロックのキプスハーゲナー＝タイヒェ自然保護区およびフルルバッハタール自然保護区とともに、1937年7月19日に自然保護区に指定された郡内で最も古い自然保護区である。バレルポイレ自然保護区は、FFH 要綱の保護下にある。ハレで最も新しい自然保護区がハッセルナー・ベルゲ自然保護区で、ここは約 33 ha の森林である。シュタインブルーフ・シュナイカー自然保護区は広さわずか 2.1 ha で、郡内で2番目に小さな自然保護区である。ここには危機に瀕した有尾目が棲んでいる。さらに、ボルクホルツハウゼンを中心とするラーヴェンスベルク＝バーレンベルク自然保護区およびブロックハーゲンのシュタインハーゲナー地区を中心とするフォイヒトヴィーゼン・ヴェンハイデの一部がハレ市に及んでいる。
市内には8つの自然文化財が指定されている。ターテンハウゼン城庭園、ライバッハ水源池を囲むオークの木の一部および 6つの樹木あるいは樹木群である。自然文化財の主なものはハレ自転車道沿いにある。

### スポーツ

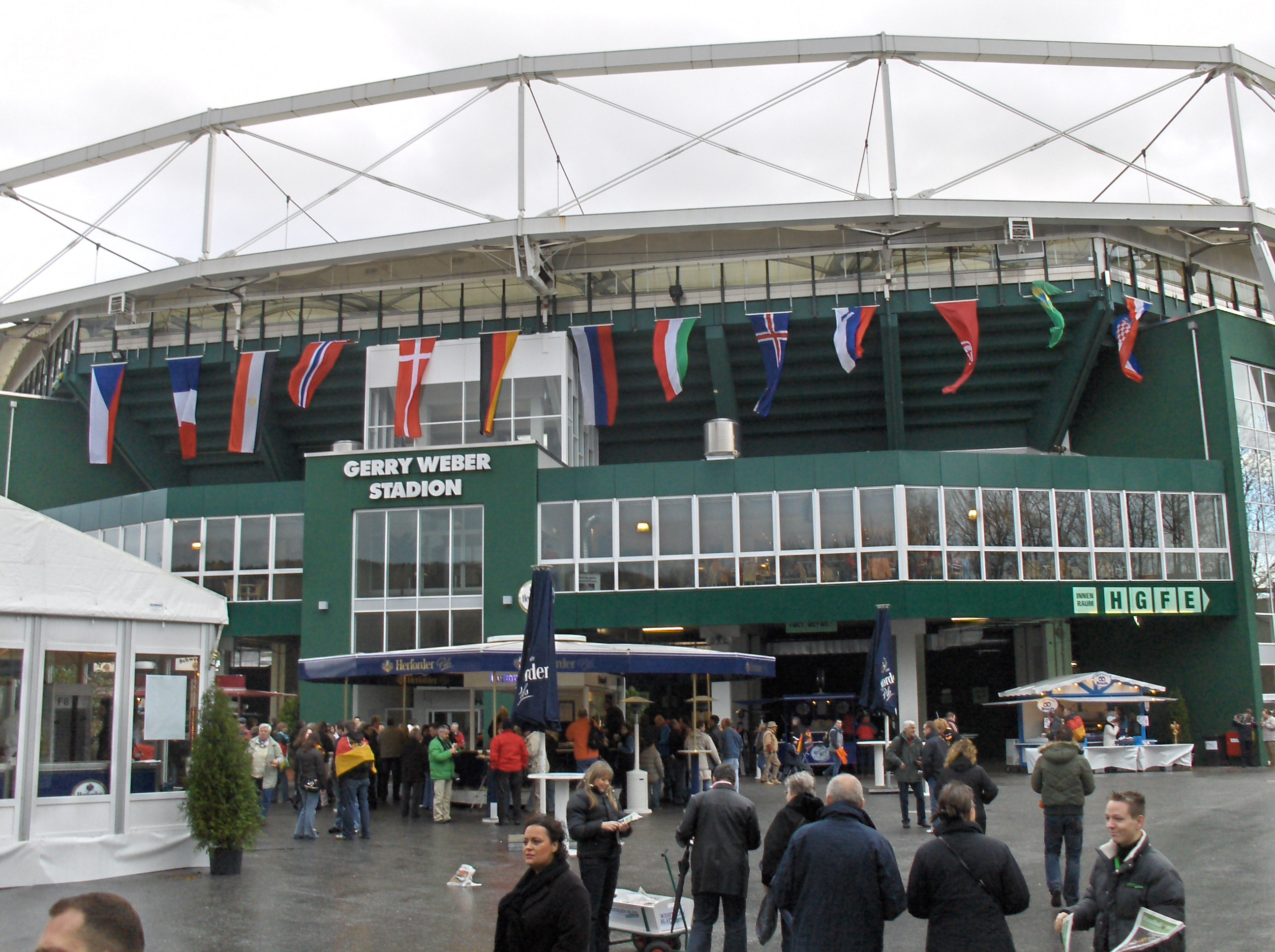
ゲリー＝ヴェーバー＝シュターディオン

ハレは、毎年6月のハレ・オープンの開催地である。プロテニス選手はこの大会をウィンブルドン選手権の前哨戦と位置づけている。ギュータースローのハイデヴァルトシュターディオンに次いで郡内で2番目に大きなゲリー＝ヴェーバー＝シュターディオンは、2007年世界男子ハンドボール選手権の会場の 1つとなった。
TC ブラウ＝ヴァイス・ハレの男子チームは、1995年、2006年、2014年にテニスのドイツ・チャンピオンとなった。
この地域ではハンドボールが特に人気である。HSG ウニオーン 92 ハレの女子第1チームは、ドイツ・ハンドボール連盟の 3部リーグでプレイしている。このクラブは、1992年に SC ハレ、TV ドイチェ・アイヒェ・キュンゼベック、TSG ケルケンベック＝ボーケルのハンドボール部門から設立されたクラブで、本格的なハンドボール・ブームによって成長した。
ウォータースポーツでは、カナディアー＝スポーツクラブ（カヌー）、1. ハラー・シュポルトフィッシャーフェライン（スポーツフィッシング）、シュヴィムフェライン・ハレ (ヴェストファーレン) （水泳）が様々な機会を提供している。ゴルフクラブ・トイトブルガー・ヴァルトは 27 ホールのゴルフ場を有している。シャッハクルプ・ハレ 1946 e.V.、シャッハフェライン・キューゼベック 1948 e.V.、シャッハクルプ・カルプロフス・エンケルの3つのチェスクラブに市民が参加している。
この他の市内のスポーツクラは、CVJM=ライヒトアスレティーク＝クラブ（陸上競技）、ライト・ウント・ファールフェライン・ハレ（乗馬）、アウトモボールクラブ・ハレ (ヴェストファーレン)（自動車競技）や、スカッシュクラブの1. RSC ゲリー・ウェバー・ラケッツがある。この他に空手クラブのカラテ・ドージョー・ハレやカラテ・ドージョー・ムシン・ハレ・フォン 1991、模型飛行機のモデルフルークグルッペ・ハレ (ヴェストファーレン)、フォルクスタンツクライス・ハレ（民俗舞踊）がある。さらにサッカークラブ、テニスクラブ、体操クラブが市民にスポーツの機会を提供している。

### 年中行事
ゲリー・ウェバー・オープンやバッハの日の他にも、毎年開催されるイベントがある。キリスト昇天の日に開催される市祭「ハラー・ヴィレム」、「ヘルスター・ブンメル」と呼ばれるヘルステ地区の教会周辺で行われる教会祭、8月の世俗祭「ヘムトゼルメルバル」、ハレ中心部で第1アドヴェントの日曜日に開催される「ニコラウスマーケット」、第3アドヴェントに行われるヘルステのクリスマスマーケットである。この他に、地元企業の末端消費者向けの展示会「ヴェヴェルゲシャウ・ガルトニッシュ」も毎年開催される。2008年の中断を挟んで2010年まで世俗祭「パーティー・イム・ゲルベン・ゼー」（直訳すると「黄色い海でのパーティー」）が行われていた。これは、このために特別に播種されたヒマワリが咲いた畑で開催されていた。
毎週木曜日の午後と金曜日の午前中には、ハレの歩行者専用区域で週の市が立つ。

### 郷土料理、食材
ハレに主工場を持つアウグルスト・シュトルクの菓子、たとえばヴェルタース オリジナルやトフィフィは世界中で販売されている。ハレの蒸留所「キスカー＝ブレンネライエン」で製造される蒸留酒は地域を越えて知られている。

## 経済と社会資本

### 交通

#### 道路
ハレは、連邦道 B68号線で広域自動車網と接続している。中心街を通る道幅が狭くなる地点に2007年に設けられた大気汚染観測所は、2008年に許容限界値を超える微細塵埃を測定し、その後も継続的に許容限界を超えた。その数値はノルトライン＝ヴェストファーレン州で11番目に悪い値であり、ドイツでも 23番目に悪い数値であった。
連邦アウトバーン A33号線の計画路線がハレを通っているが、この計画は数十年間政治問題となっている。一方は市中心部を通る連邦道 B68号線の交通量軽減になると主張し、他方は予定路線がターテンハウゼンの森の FFH地区を通ることを問題視している。

#### 鉄道・バス

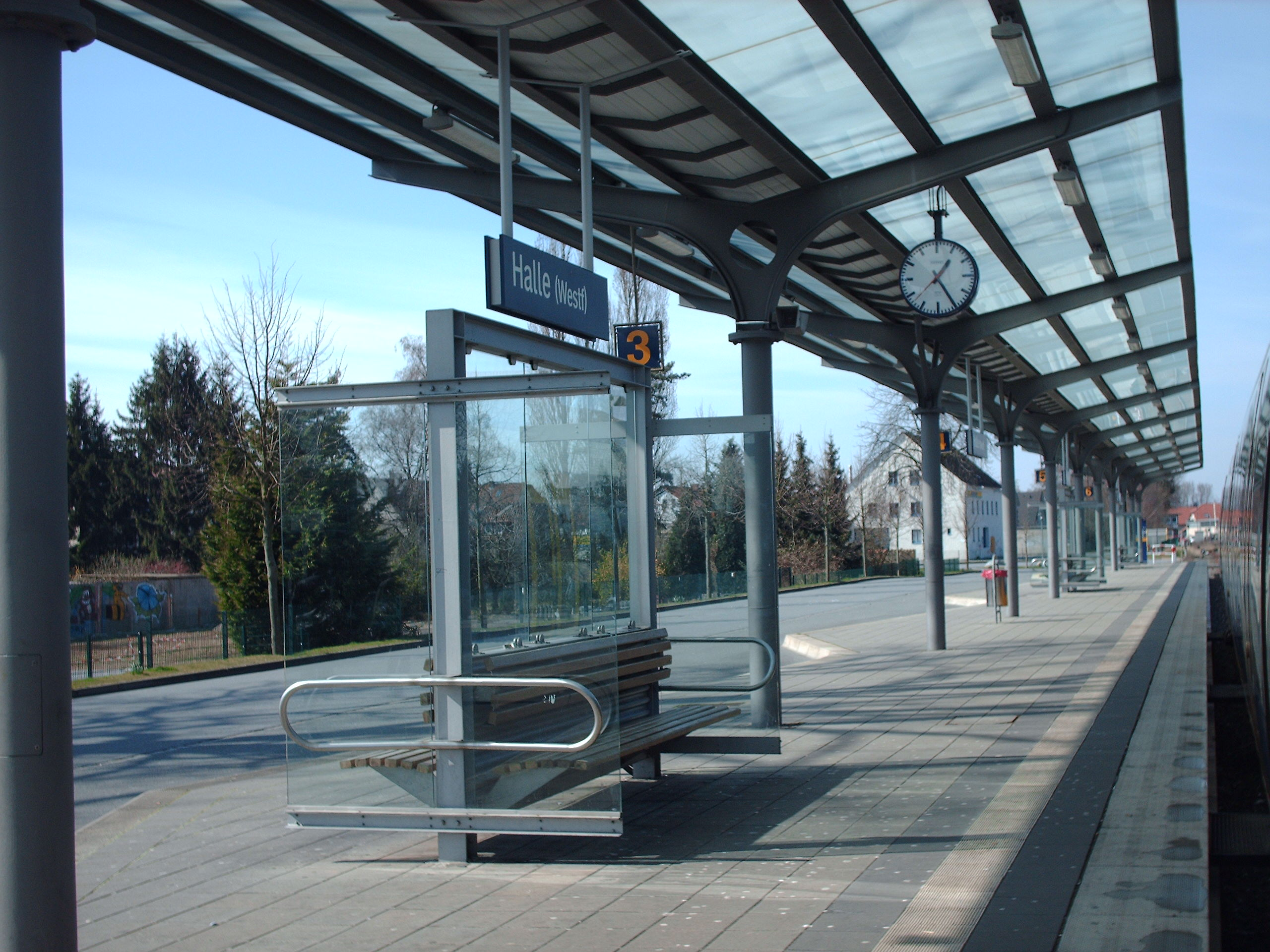
ハレ (ヴェストファーレン) 駅

市内には、鉄道オスナブリュック - ビーレフェルト線のハレ (ヴェストファーレン) 駅、キュンゼベック駅、ハレ・ゲリー＝ヴェーバー＝シュターディオン駅、ヘッセルン駅があり、1時間毎（ビーレフェルト行きは一部30分間隔）にレギオナルバーン「ハラー・ヴィレム」RB75 が運行している。近郊旅客交通には、タレントのディーゼル気動車を用いたノルトヴェストバーンが最高速度 120 km/h で走行している。この路線は1886年に開通した。
近郊旅客道路交通では、ビーレフェルト、ギュータースロー、ヴェールター (ヴェストファーレン)、シュタインハーゲン、ブロックハーゲン、フェルスモルト行きの地方バスがある。交通の主要部分は Go.on バス・鉄道交通会社が担っている。これらの公共旅客交通は「デア・ゼクサー」運賃 (OWL交通 GmbH) および NRW料金が適用される。オスナブリュック方面へはオスナブリュック交通への越境料金 (VOS-Plus) が適用される。
市内の地区間には、日中や週末には 4本のオンデマンドバス路線が運行している。

#### 遊歩道と自転車道
ハレは、オスナブリュックからハレやビーレフェルトを経由してパーダーボルンに至る自転車道バーンラートルート・トイト＝ゼンネのルート上にある。全長約 500 km のウェルネス＝ラートルート・トイトブルガー・ヴァルトもハレを通っている。この他にハレ駅からクローバー状にそれぞれ約 20 km の 4本の周回自転車道が出発している。
ハレには短い歩行者専用区域があり、金曜日毎に週の市がたつ。ハイカーには、標識が整備された周回遊歩道が 12本用意されている。
市域北部のトイトブルクの森の尾根を遊歩道としてライネとリッピシェ・フェルマーストートとを結ぶヘルマンスヴェークが通っている。

#### 航空
自動車で 1時間半の範囲内に 4つの空港があるため、直通で飛行できる本数は多い。ミュンスター/オスナブリュック空港は約 55 km、パーダーボルン/リップシュタット空港は約 70 km、ドルトムント空港は約 100 km、ハノーファー＝ランゲンハーゲン空港は約 130 km の距離にある。

### 公共機関

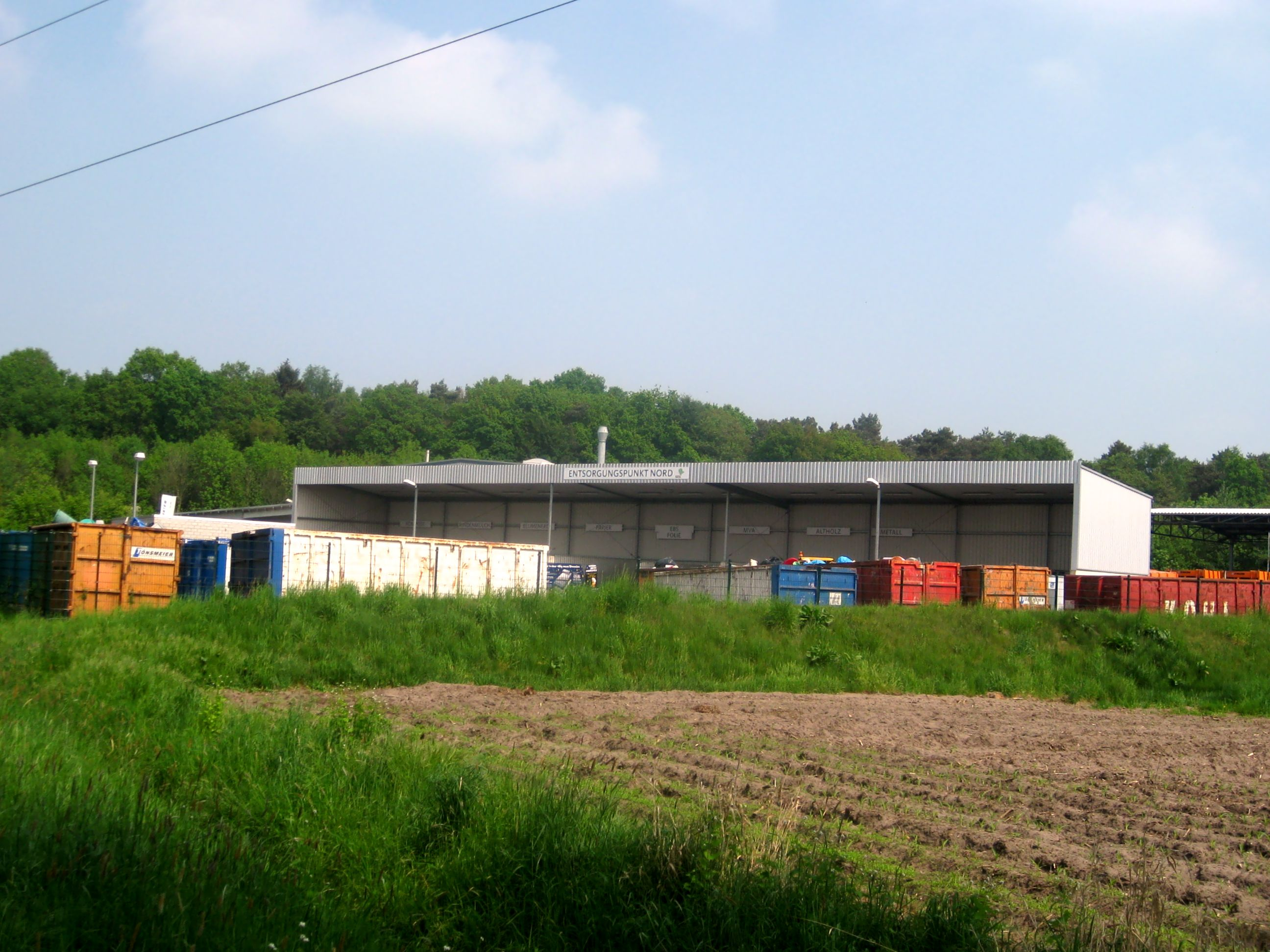
北部塵芥処理場

市立図書館は約 3万タイトルを収蔵している。図書館は、かつてキスカー蒸留所が使用しており、現在は保護文化財に指定されている蒸留所の建物に入居している。この建物には市立文書館も併設されている。
リンデンバートは屋内プールと屋外プールを持つレジャープール施設である。このプールはテクニシェ・ヴェルク・オスニング GmbH が運営している。この会社はハレ市が所有する施設局業務を執行する会社で、電力供給やガス供給も行っている。プールの営業は2012年7月1日に終了して取り壊され、同じ場所に新たなプールが2014年3月14日にオープンした。
地元の病院は、2009年末までクリニークム・ラーヴェンスベルクが運営していた。2010年1月1日にこの病院はクリニークム・ビーレフェルトと合併して独立性を失った。ハレの病院は 163床の規模である。
ハレ (ヴェストファーレン) 区裁判所は旧ハレ郡全域を担当し、ハレ市の他にボルクホルツハウゼン、フェルスモルト、ヴェールター、シュタインハーゲンもその管轄下にある。
ハレ (ヴェストファーレン) 消防団は、市内の防火および一般的な救急活動を担当している。ハレ消防署、ヘルステ消防署、ケルケベック消防署の合計出動回数は 127回である。1995年に青年消防団が結成され、団員数は 25名である。
ノルトライン＝ヴェストファーレン州道路建設局の道路管理事務所が本市にある。また、ギュータースロー郡内に2箇所の塵芥・リサイクリング集積所の1つである北部塵芥処理場がハレにある。
1985年に建設され、2005年に改修されたキュンゼベックの汚水処理場は、年間160万 m3 の浄化能力を持つ。

### 教育

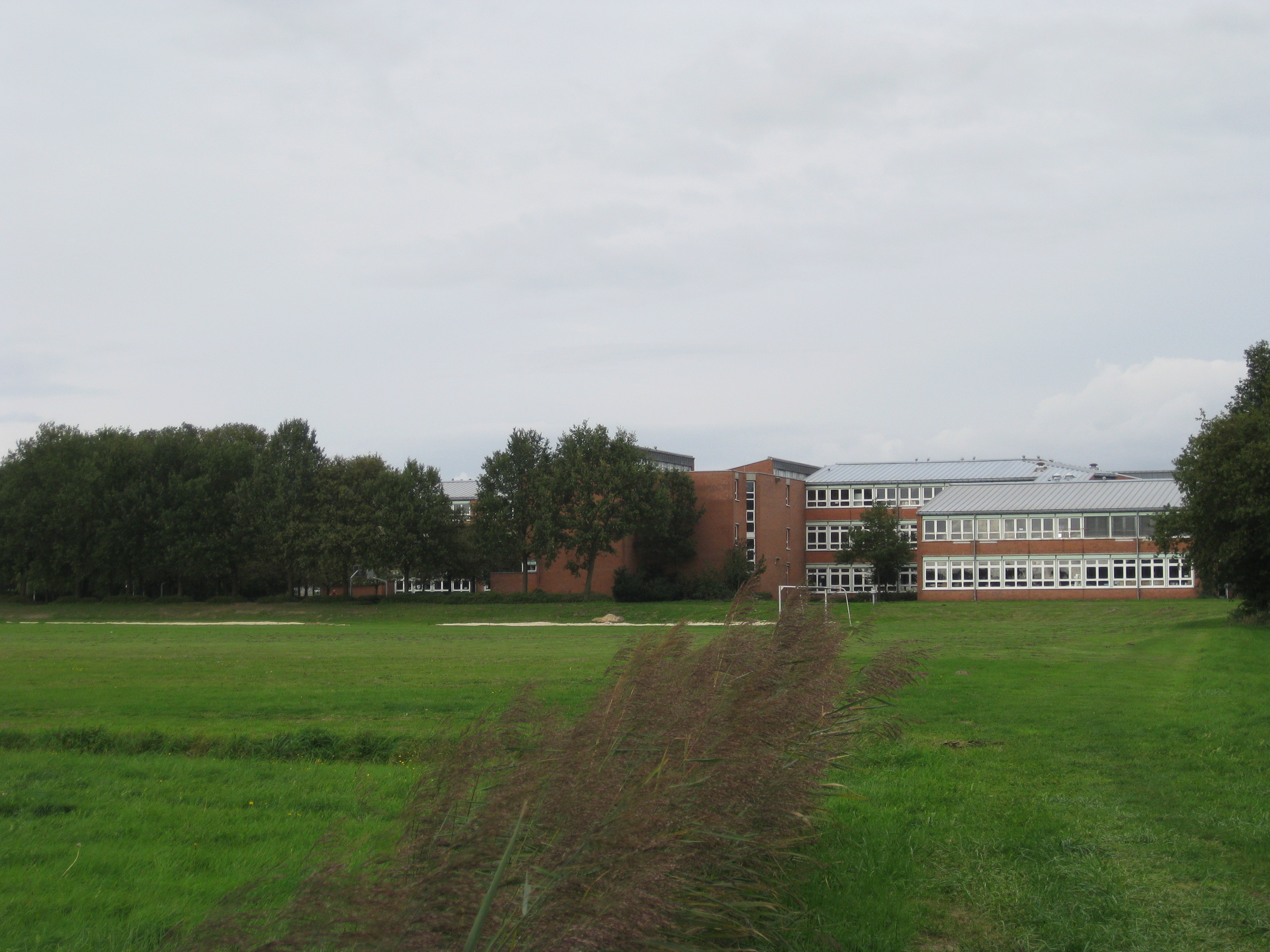
マッシュ学校センター

市内には基礎課程学校 4校（ガルトニッシュ基礎課程学校、リンデンシューレ、ヘルステ基礎課程学校、キュンゼベック基礎課程学校）がある。上級の二次課程 I にあたる学校としては、ペーター＝コルシャーク＝シューレ（第二次世界大戦中、キュンゼベックの強制労働所で生後数ヶ月でなくなった子供にちなんで命名された）とハレ実科学校がある。両校は近いうちに廃止され、2014年に設立された総合学校に置き換えられる。総合学校は、廃止される両校と同様に、マッシュ学校センターの校舎群に入居する。二次課程 II としては、ハレ郡立ギムナジウムとハレ職業補習高等専門学校がある。
さらに養護学校のゲルハルト＝ハウプトマン＝シューレや、成人教育のためのラーヴェンスベルク市民大学がある。
ハレの学校のうちいくつか、特に職業補習高等専門学校と郡立ギムナジウムは、近隣の市町村にはこの種の学校が一部ないところもあり、市外においても重要な学校となっている。
2014年10月15日現在、ハレの学校（職業補習高等専門学校と市民大学を除く）には、203人の教員と2,546人の児童・生徒がいた。このうち、基礎課程学校が 803人、210人が本課程学校、552人が実科学校、784人がギムナジウム、107人が総合学校、90人が養護学校に在籍していた。

### 地元企業

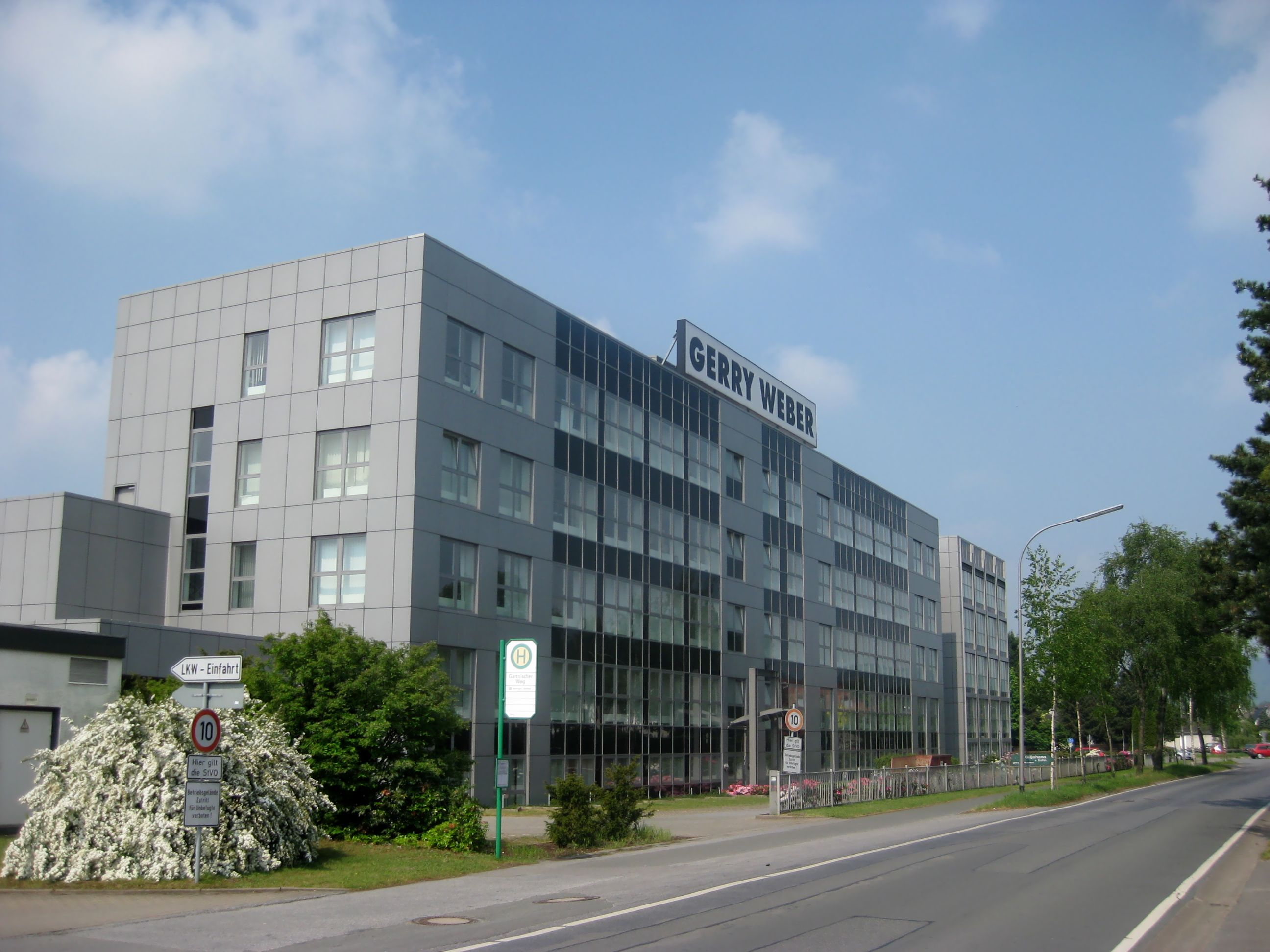
ゲリー・ヴェーバー・インターナショナル本社

ハレで最も有名な企業は、ゲリー・ヴェーバー・インターナショナル AGとアウグスト・シュトルク KGである。
ゲリー・ヴェーバー・インターナショナル AG は、服飾および生活雑貨企業である。アウグスト・シュトルク KG は菓子メーカーで、1998年からはベルリンに本社を置いているが、元々の創業の地はハレであり、主力工場は現在もこの街にある。
この他に、蒸留酒製造業者のキスカー蒸留所もこの街にある。医薬・医療機器企業のバクスター・インターナショナルは、その子会社であるバクスター・オンコロジー AG をハレに置いている。
ベアリング製造のリーディングカンパニーである日系企業JTEKTは、キュンゼベックにニードルローラーベアリングの製造工場（コーヨー・ベアリングス・ドイチュラント GmbH）を有している。この工場はかつてデュルコップ・アドラー、FAG、トリントン、ティムケン・カンパニーに属した。
ハレ (ヴェストファーレン) 郡貯蓄銀行とハレ/ヴェストファーレン国民銀行はハレに本社を置いている。

### メディア

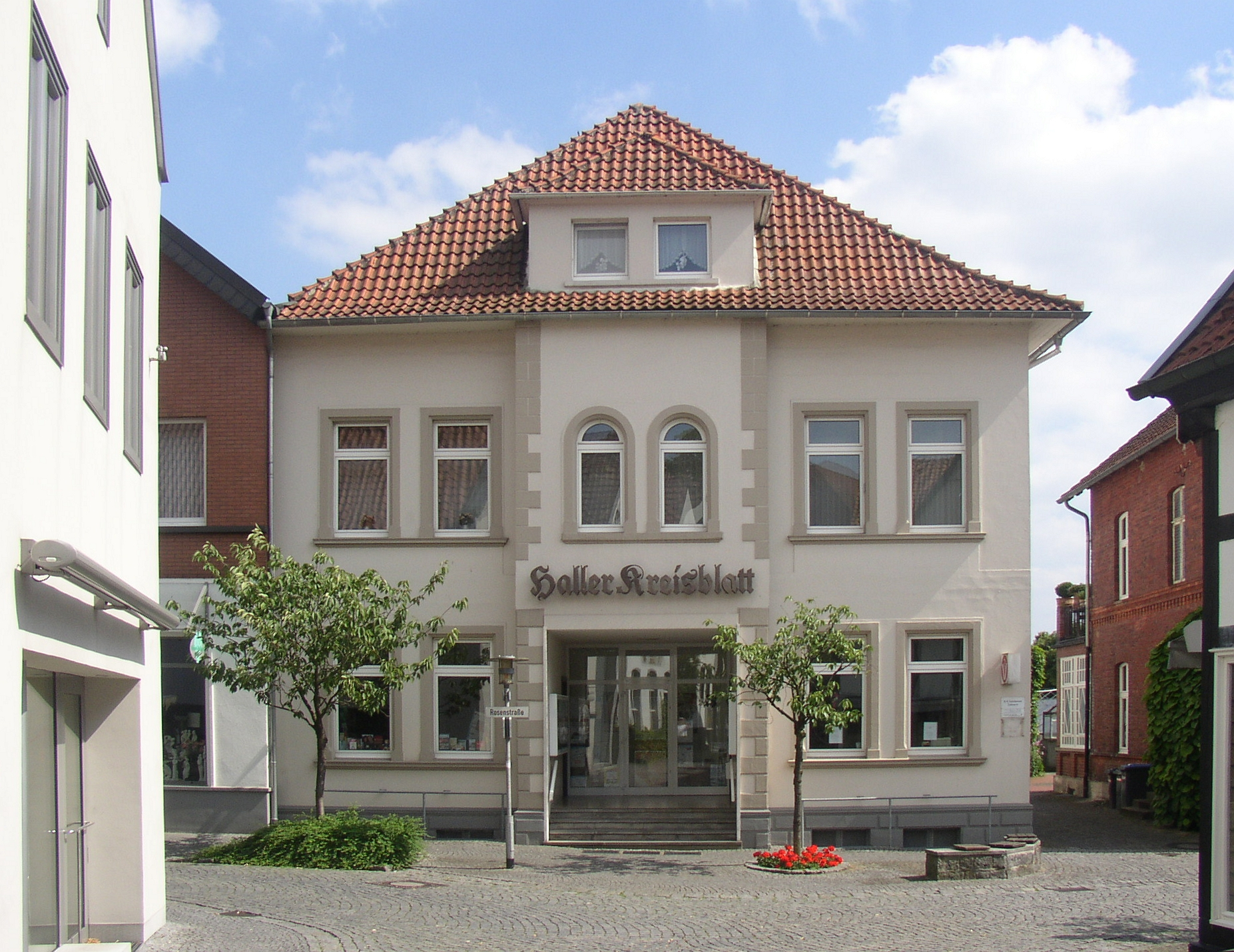
ハラー・クライスブラット支社

月曜日から土曜日までの毎日、日刊紙としてノイエ・ヴェストフェリシェの協力パートナーにあたる「ハラー・クライスブラット」と「ヴェストファーレン＝ブラット」の地方版が刊行されている。両紙は地方面以外の一般記事をビーレフェルトにあるそれぞれの編集局で制作している。地方面では両紙ともに旧ハレ郡の全市町村のニュースを掲載している。さらに日曜日には無料の「OWL アム・ゾンターク」が、水曜日には「アルトクライス＝クーリアー」がともにヴェストファーレン＝ブラットの発行社から刊行されている。やはり無料の月刊タウン誌「ハレ・エアレーベン」が同じくヴェストファーレン＝ブラットの子会社であるパノラマ出版・広告社から刊行されている。
ハレは西部ドイツ放送 (WDR) のビーレフェルト地方局のサービス提供エリアに属す。ギュータースロー郡向けのローカルラジオ局がラジオ・ギュータースローである。

## 人物

### 出身者
- ハルマン・ユリウス・コルベ（ドイツ語版、英語版）（1855年 - 1939年）甲虫を専門とする昆虫学者
- パウル・キルヒホフ（1900年 - 1972年）哲学者、人類学者。メソアメリカという概念の提唱者。

### 訳注
1. ↑  Fächerrosette。半円形のロゼット文様。ドイツ北部の木組み建築の装飾に多用される。